# Villa d'Este (Tivoli)
La villa d'Este di Tivoli è una villa del Rinascimento italiano e figura nella lista dei patrimoni dell'umanità dell'UNESCO.

## Storia

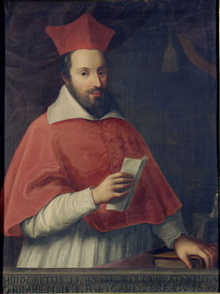
Il cardinale Ippolito d'Este

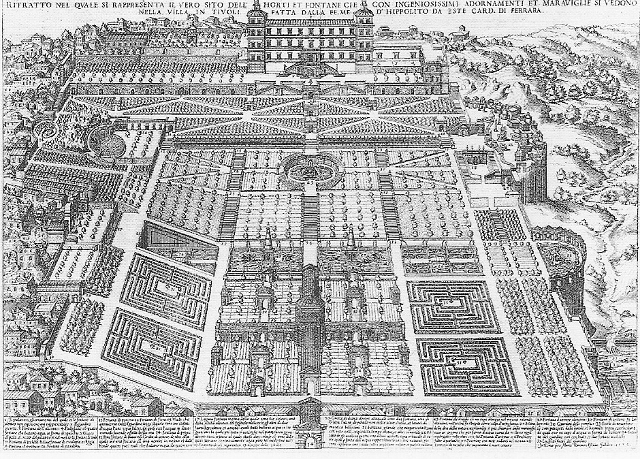
Il progetto originario di Pirro Ligorio (incisione di Étienne Dupérac, 1573)

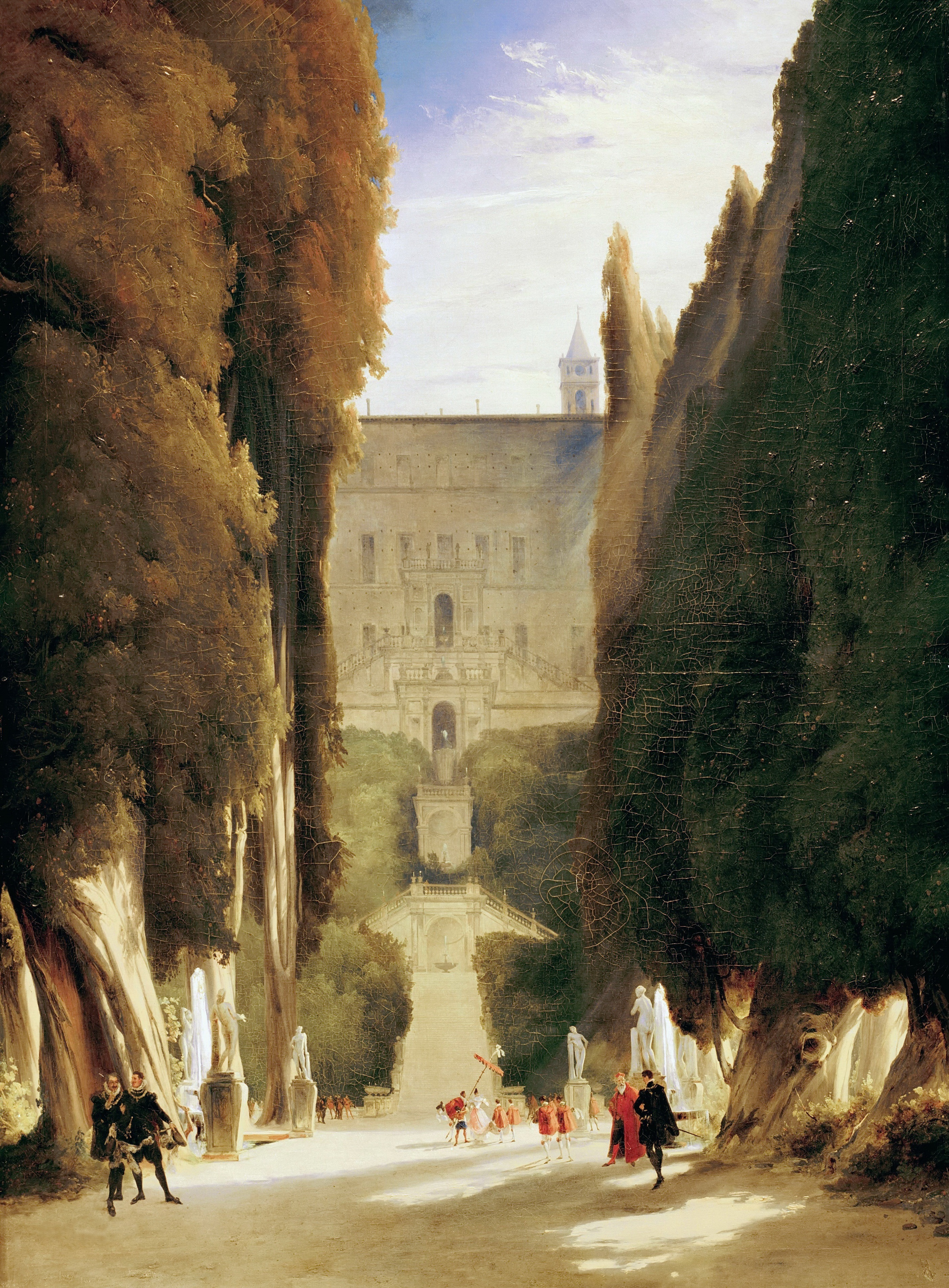
Il Parco di Villa d'Este, Carl Blechen, 1830

La villa fu voluta dal cardinale Ippolito d'Este, figlio di Alfonso I e di Lucrezia Borgia (Ferrara 1509 - Roma 1572), su un sito già anticamente sede di una villa romana.
La storia della sua costruzione è legata alle vicende del primo proprietario. Papa Giulio III del Monte volle ringraziare il cardinale d'Este per l'essenziale contributo dato nel 1550 alla propria elezione al soglio pontificio nominandolo governatore a vita di Tivoli e del suo territorio. Il cardinale arrivò a Tivoli il 9 settembre e vi fece un'entrata trionfale, scoprendo però che gli sarebbe toccato di abitare in un vecchio e scomodo convento annesso alla chiesa di Santa Maria Maggiore, edificato secoli prima dai benedettini, ora tenuto dai francescani e parzialmente riadattato a residenza del governatore.
Ippolito era abituato a ben altro, nella sua Ferrara e anche a Roma, ma l'aria di Tivoli gli giovava e inoltre - grande cultore di antichità romane - era molto interessato ai reperti che abbondavano nella zona. Decise perciò di trasformare il convento in una villa. Questa sarebbe stata la gemella del grandioso palazzo che stava contemporaneamente facendo costruire a Roma, a Monte Giordano; mentre il palazzo romano doveva servire ai ricevimenti "ufficiali" nell'Urbe, la villa di Tivoli avrebbe dovuto essere piacevole luogo d'incontri e di colloqui più lunghi e meditati. Non a caso il luogo in cui sorse la villa aveva il nome di "Valle Gaudente".
I lavori furono affidati all'architetto Pirro Ligorio, affiancato da un numero impressionante di artisti e artigiani. La realizzazione della fabbrica seguì però le vicissitudini curiali del cardinale governatore, destituito nel 1555 dal papa Paolo IV Carafa, poi ripristinato nella carica da papa Pio IV nel 1560, poi danneggiato nelle prebende dai pessimi rapporti di papa Pio V con i francesi, che erano da sempre i suoi grandi alleati. Si dovettero inoltre acquistare i terreni necessari da ben due chiese appartenenti a ordini diversi, operazioni che durarono fino al 1566, e convogliare le acque dell'Aniene con nuovi cunicoli che provenivano dalle cascate. 
Anche i materiali da costruzione creavano problemi: il permesso, ottenuto dal Senato di Roma, di utilizzare il rivestimento di travertino della tomba di Cecilia Metella per i lavori di costruzione della villa, venne successivamente revocato (non prima che fosse asportato tutto il rivestimento della fascia inferiore del monumento, lasciato come oggi si presenta).
Il cardinale ebbe appena il tempo di godersi la solenne inaugurazione della villa, avvenuta nel settembre del 1572 con la visita di papa Gregorio XIII; morì infatti il 2 dicembre dello stesso anno.
I primi proprietari furono tre cardinali d'Este governatori di Tivoli: il committente Ippolito II, il nipote Luigi fino al 1586 e infine Alessandro, fino al 1624. Quest'ultimo riuscì a mantenerne la proprietà diretta alla casa d'Este anche per quando, in futuro, la famiglia non fosse stata più presente nel collegio cardinalizio e realizzò manutenzioni e innovazioni decorative. Degno di nota è anche l'operato del cardinale Rinaldo d'Este (1641-1672), che fece realizzare da Gian Lorenzo Bernini la fontana del Bicchierone e la cascata della fontana dell'Organo.
Successivamente la villa e i suoi impianti, passati agli Asburgo, furono lasciati deperire e le collezioni antiquarie furono disperse, fino a quando il cardinale Gustav Adolf von Hohenlohe-Schillingsfürst, a metà Ottocento, se ne innamorò, la ripristinò e per il resto del secolo (fino alla sua morte nel 1896) la pose di nuovo al centro di intense attività artistico-mondane; uno dei frequentatori affezionati fu, all'epoca, Franz Liszt che alla villa si ispirò per alcuni brani delle Années de Pèlerinage (Troisième année: Aux cyprès de la Villa d'Este, Thrénodie I – Aux cyprès de la Villa d'Este, Thrénodie II – Les jeux d'eaux à la Villa d'Este).
L'ultimo proprietario privato della villa fu l'arciduca Francesco Ferdinando d'Asburgo-Este, erede al trono dell'Impero austro-ungarico; egli avrebbe voluto disfarsene, vendendola allo Stato italiano per l'enorme cifra di due milioni di lire dell'epoca, per la quale il governo italiano tergiversò lungo tempo; ma l'assassinio dell'arciduca a Sarajevo, il 28 giugno 1914, liberò l'Italia da quella "noiosa faccenda", come ebbe modo di dire, con riferimento alle trattative di vendita, il ministro degli esteri italiano Marchese Antonino di San Giuliano al primo ministro Antonio Salandra, nel comunicargli la mesta notizia dell'assassinio dell'arciduca.
Nel 1918, dopo la prima guerra mondiale, la villa passò allo Stato Italiano che diede inizio ad importanti lavori di restauro, ripristinandola integralmente negli anni 1920-1930 e aprendola al pubblico. Nel 1928, lo Stato affidò l'esecuzione di un affresco di una sala del palazzo, sul tema delle arti e dei mestieri al pittore futurista Emilio Notte. Un'altra serie di restauri fu poi eseguita nel secondo dopoguerra per riparare i danni causati da alcune bombe cadute sul complesso durante l'ultimo conflitto mondiale.

## Villa

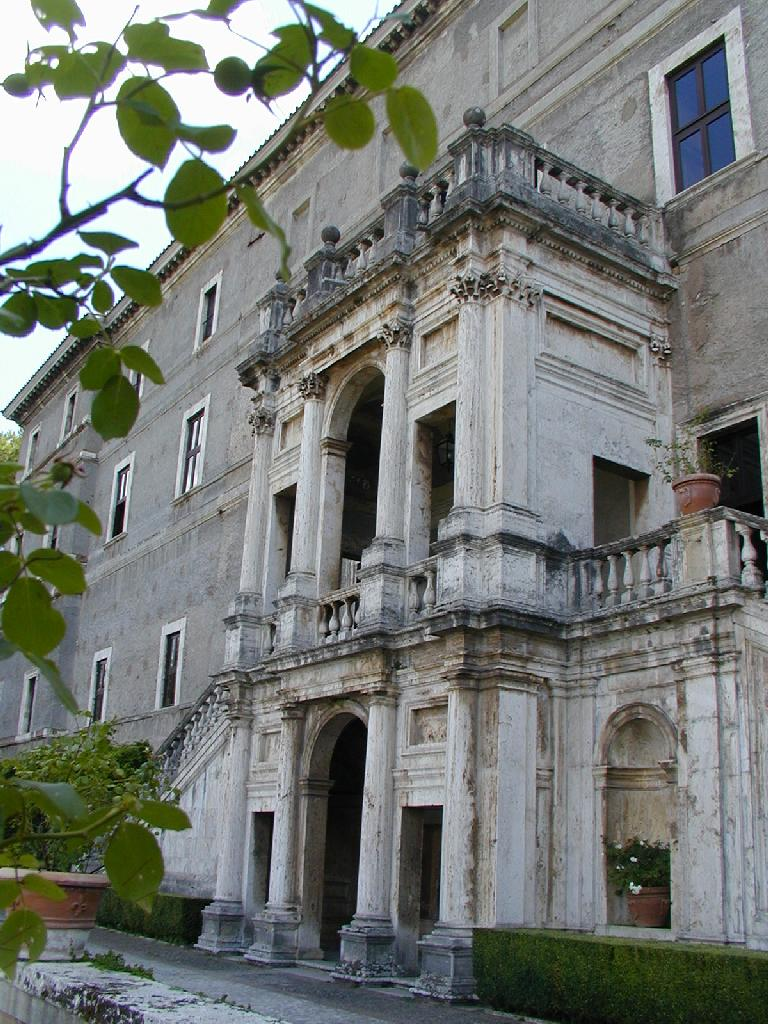
La facciata con la scalinata di Pirro Ligorio

Particolarmente interessanti sono gli interni, di cui il piano nobile fu decorato e dipinto da un nutrito gruppo di artisti sotto la direzione di Livio Agresti da Forlì.

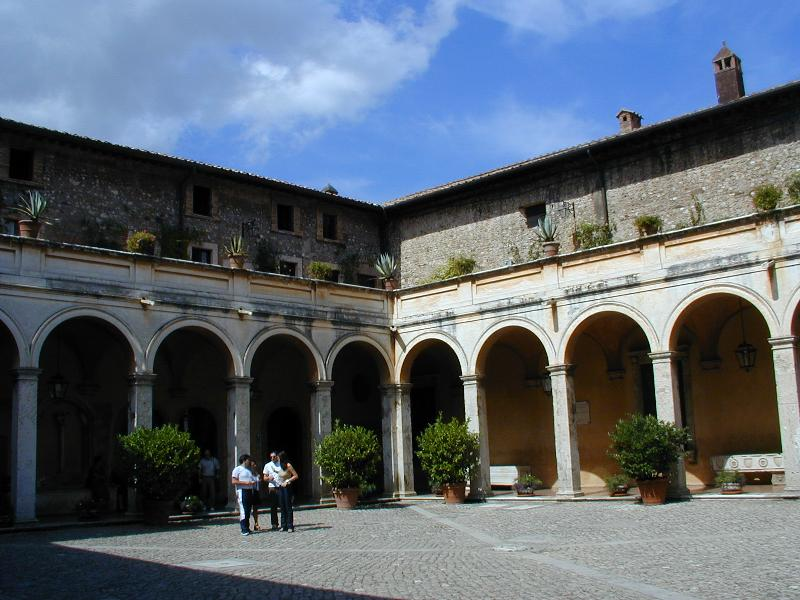
Il Cortile interno

### Appartamento Nobile

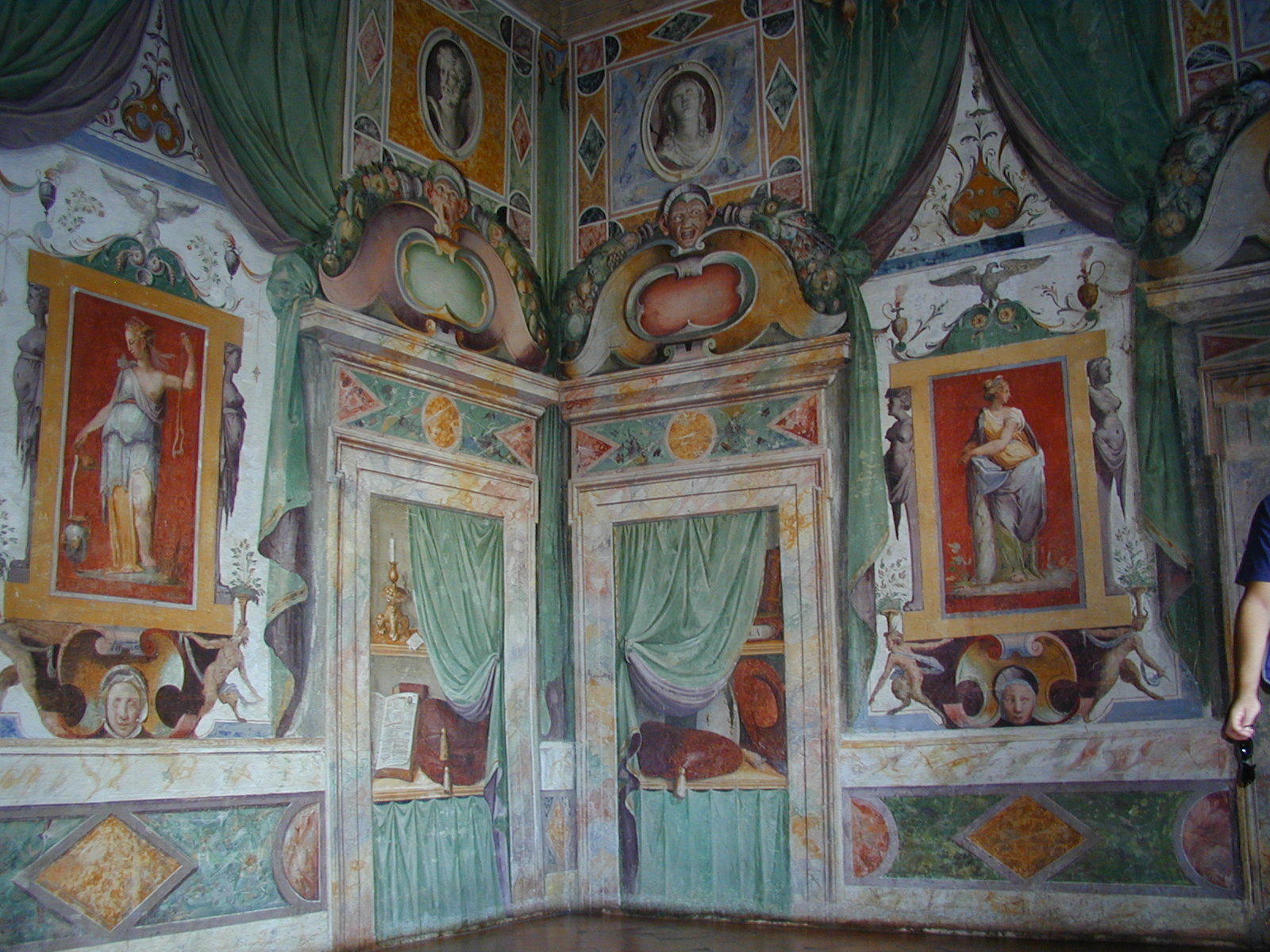
Affreschi nell'appartamento nobile

### Appartamento inferiore

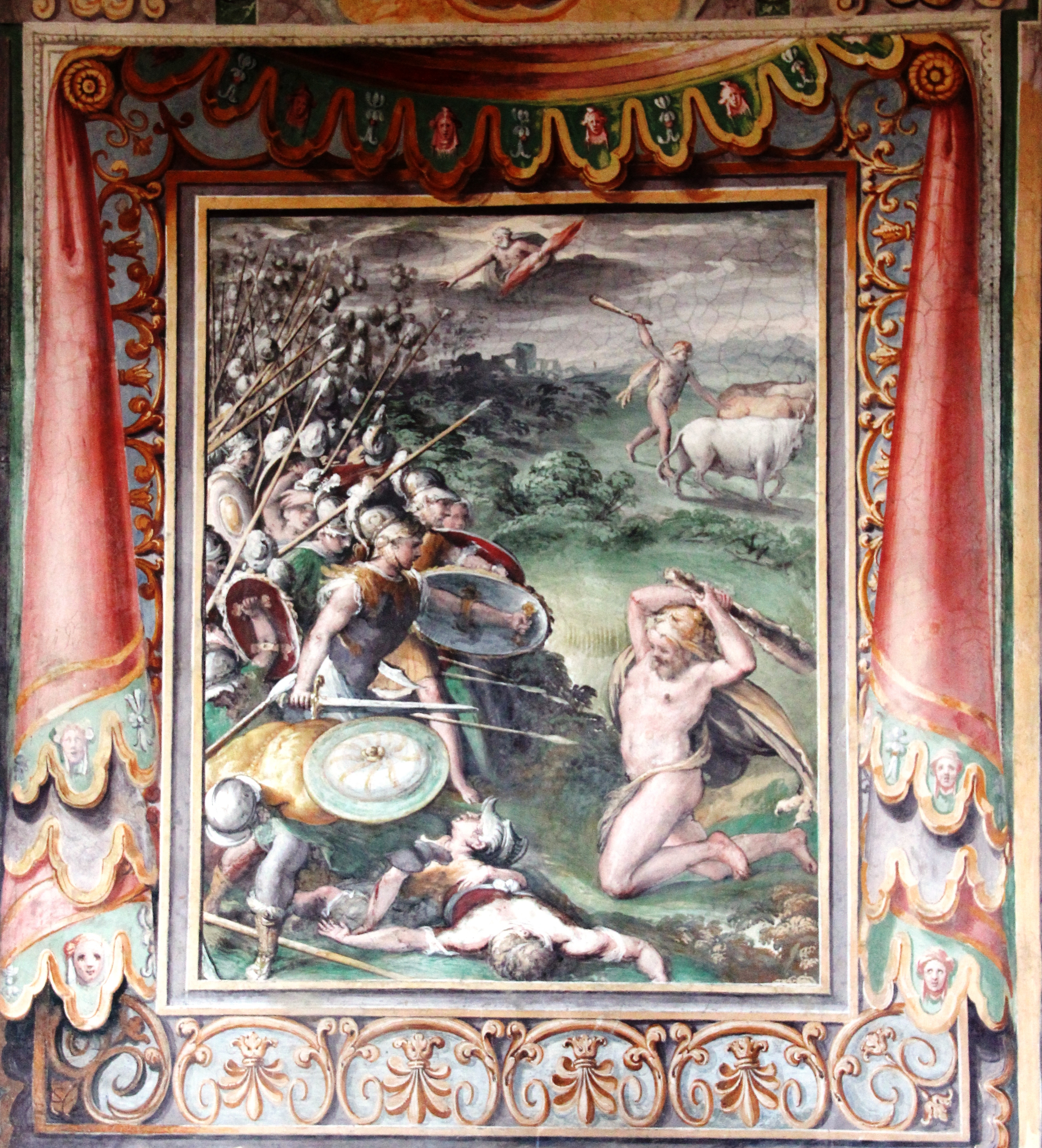
Ercole Sassano 1569, affresco nella prima stanza tiburtina dell'appartamento inferiore. Il mito viene descritto da Antonio del Re, che lasciò nelle sue Antichità Tiburtine un'accurata descrizione della villa nell'anno 1607.

L'appartamento inferiore è caratterizzato dal Salone detto ora della Fontanina, o del Concilio degli Dei, per l'affresco sul soffitto. Già denominato negli anni '50 Sala di passaggio presenta nella parete orientale un affresco raffigurante il progetto della villa, con il Palazzo ancora in costruzione, 1568 circa.

## Giardino
Il giardino, opera di Pirro Ligorio, si estende a partire dalla facciata posteriore della villa, rispetto all'ingresso attuale del palazzo, ed è articolato fra terrazze e pendii, con un asse longitudinale centrale e cinque assi trasversali principali, collegando e raccordando con maestria le diverse pendenze del giardino, utilizzando uno schema architettonico tipico delle città romane.

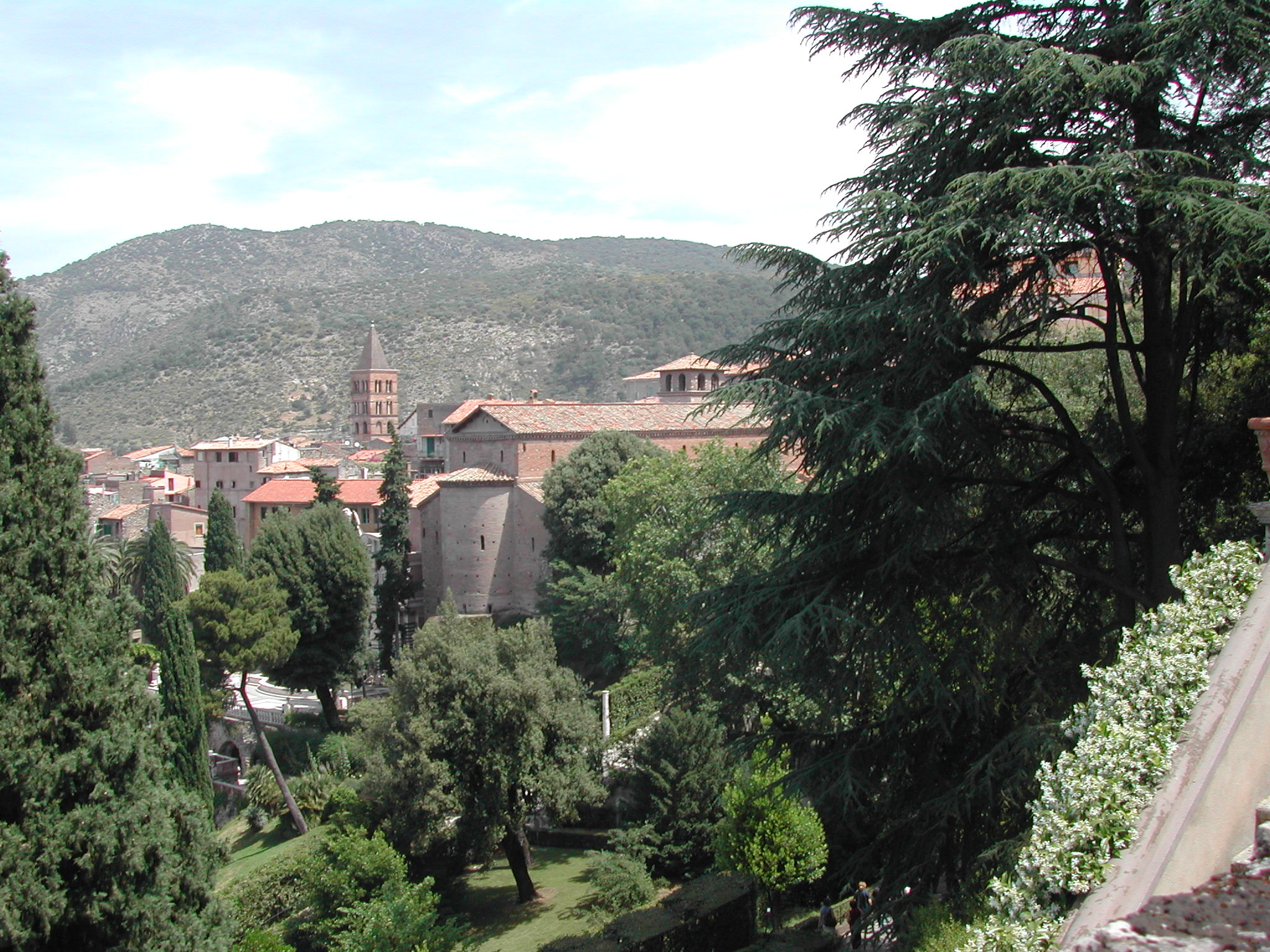
L'abside di San Pietro alla Carità e il campanile della Cattedrale dalla loggia centrale del palazzo

L'ingresso originario era però posto sull'antica via del colle, vicino alla chiesa di San Pietro, la cui abside spalleggia un lato del giardino, dando molta più maestosità e suggestione al complesso da parte del visitatore. L'originale disegno, in aggiunta al paesaggio di cui si può godere dai vari piani del giardino, le fontane con i loro giochi d'acqua, gli alberi e le piante di varie specie rendevano il giardino di Villa d'Este un modello per la realizzazione di molti successivi.
Tutto ciò costò al Ligorio un lavoro lungo e impegnativo: sfruttò le vecchie mura urbane come contrafforti per la realizzazione del terrapieno, e risolse il problema dell'approvvigionamento della grande abbondanza d'acqua che occorreva per far funzionare tutte le fontane che aveva progettato di costruire, calcolandone le quantità precise. Per questo motivo costruì un sistema di tubazioni e una galleria lunga circa seicento metri, sotto la città di Tivoli, che adduceva l'acqua direttamente dall'Aniene fino ad una vasca: la portata era di ben 300 litri al secondo.
Tutte le fontane erano poi alimentate senza uso di alcun congegno meccanico, ma soltanto sfruttando la pressione naturale e il principio dei vasi comunicanti.
Il risultato è solo in parte visibile ai giorni nostri: 35.000 m2 complessivi di giardini, 250 zampilli, 60 polle d'acqua, 255 cascate, 100 vasche, 50 fontane, 20 esedre e terrazze, 300 paratoie, 30.000 piante a rotazione stagionale, 150 piante secolari ad alto fusto, 15.000 piante ed alberi ornamentali perenni, 9.000 m2 di viali, vialetti e rampe.

### Il Vialone

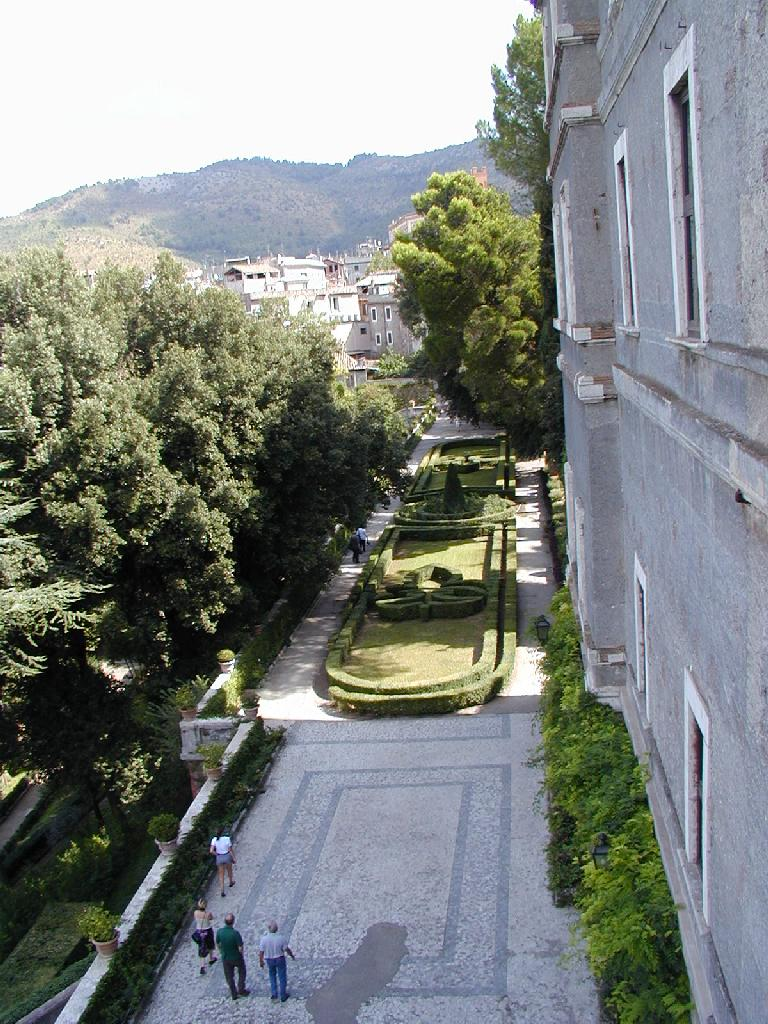
Il vialone

Scendendo la doppia scala progettata da Pirro Ligorio, dopo un breve loggiato coperto, che lo collega alla sala centrale, è il piano rialzato del vialone, il primo e più grande viale del giardino, che si estende parallelamente alla facciata del palazzo per circa duecento metri, e viene limitato da una parte, dalla gran loggia, e dall'altro dalla fontana Europa.
Qui il cardinale e la sua corte soggiornavano nei giorni più caldi, per godere della frescura proveniente dalla vista del giardino che si staglia innanzi alla Villa, e per assistere agli spettacoli.

### La Gran Loggia
Delimita il Vialone sulla sinistra della Villa. Fu realizzata fra il 1568 e il 1569, anche se in realtà non fu mai come sala da pranzo, in quanto i commensali potevano godere di un pasto sontuoso all'aperto ed essere riparati dal sole e dall'umidità. La loggia infatti, ha alle spalle uno affaccio sulle campagne tiburtine.

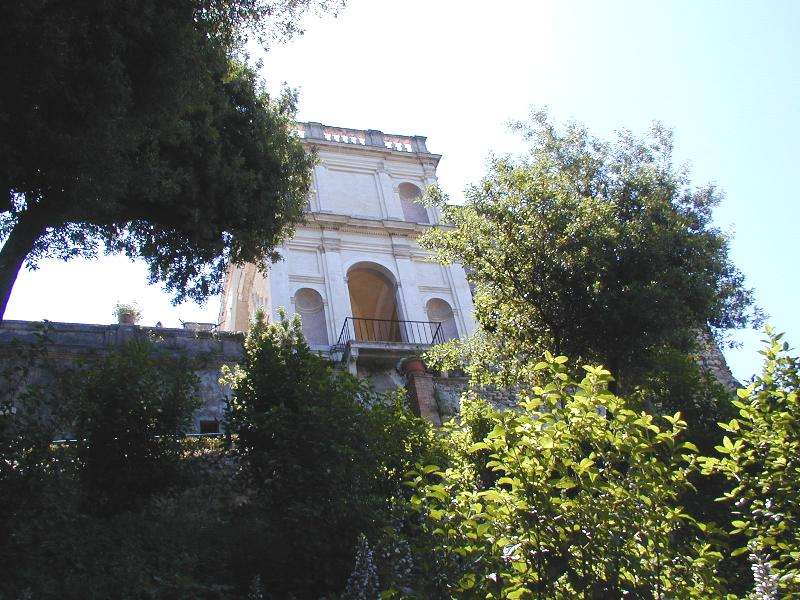
La Gran Loggia vista dal basso

### Grotta di Diana

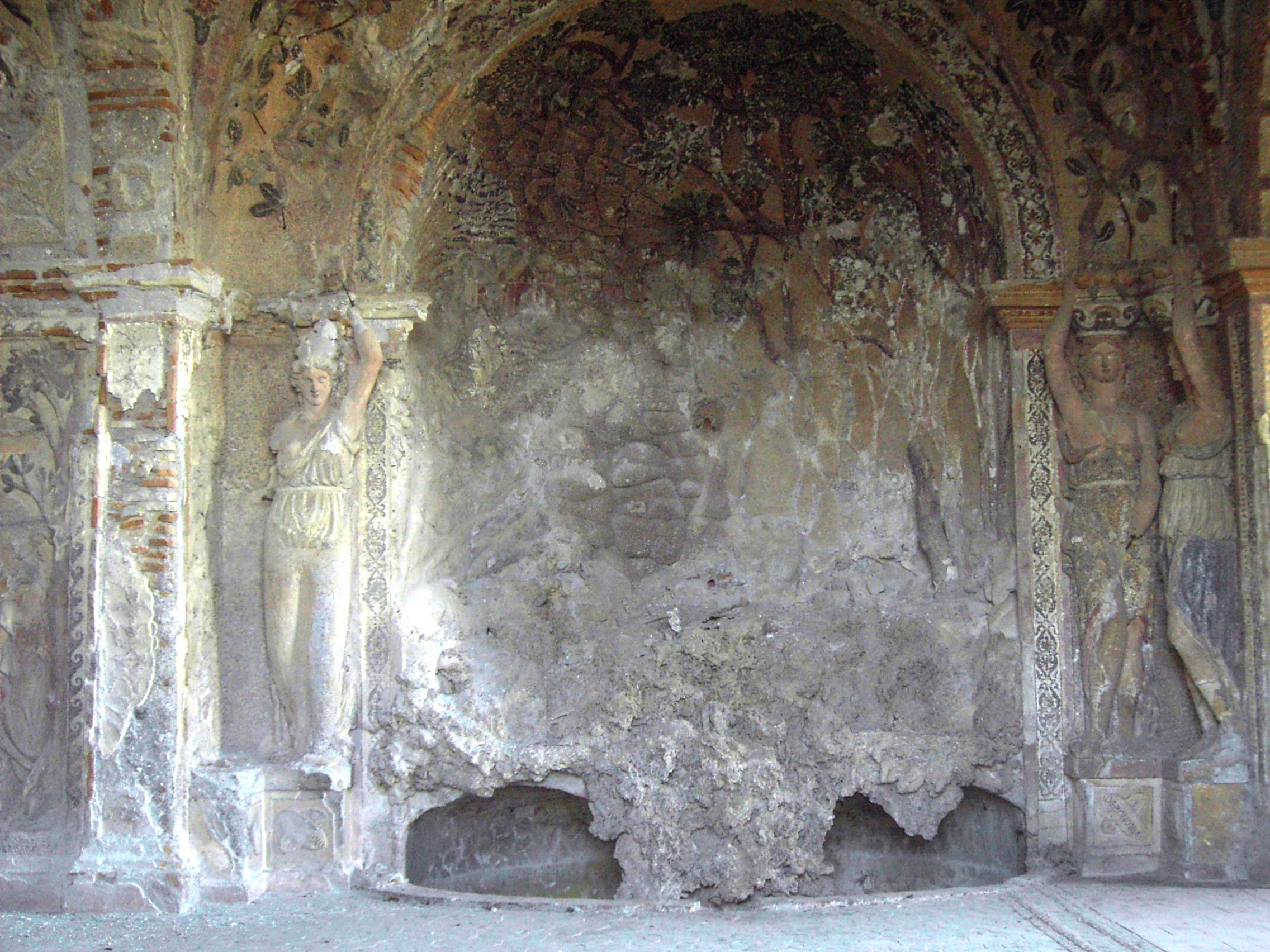
La Grotta di Diana

Discendendo dalla villa, sulla sinistra di un vialetto, sta la grotta di Diana. Completamente decorata con mosaici di pietre, stucchi ad alto e bassorilievi, e decorazioni a smalto, fu realizzata dai bolognesi Lola e Paolo Calandrino, e da Curzio Maccarone; il pavimento invece, come visibile da qualche traccia rimastaci, era in coloratissime maioliche dai più svariati motivi ornamentali. Le eleganti e pregevoli statue che adornavano la grotta, raffiguravano due Amazzoni, Minerva e Diana cacciatrice, alla quale era appunto dedicata la grotta: queste si trovano ora al Museo Capitolino, dove furono trasportate dopo che il Papa Benedetto XIV le acquistò.
Alle pareti, oltre a rami di Cotogno e cesti di frutta in stucco, altorilievi di Nettuno, di Minerva, delle Cariatidi, delle Muse, con occhi di pietre preziose, sono rappresentate cinque scene a soggetto mitologico. La prima scena riguarda la trasformazione di Dafne, la quale per sfuggire ad Apollo, fu tramutata dagli dei in Alloro; la seconda scena rappresenta Andromeda che viene liberata da Perseo, essendo stata incatenata per essere offerta in sacrificio ad un mostro marino, quale prezzo da pagare per placare l'ira di Poseidone; nella terza scena è invece raffigurata la metamorfosi del cacciatore Atteone in cervo, operata da Artemide, per punirlo di aver osato spiarla nuda; la quarta scena tratta della trasformazione di Siringa in canna, per sfuggire all'amore del dio Pan; la quinta scena infine è quella di Callisto che viene trasformata in Orsa, per la gelosia di Era nei confronti di Zeus.

### La Rotonda dei Cipressi

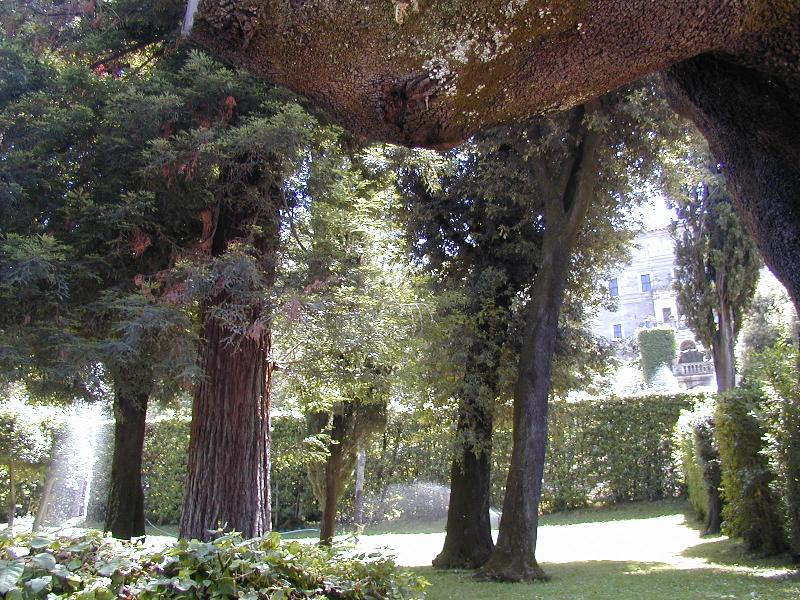
La Rotonda dei Cipressi

Si trova nella parte più bassa del giardino, sull'asse principale, vicina all'antico originario ingresso del Palazzo, su via del Colle. Essa altro non è che un piazzale a forma di esedra circolare, contornata da giganteschi alberi di cipresso secolari, che svettano maestosi verso il cielo. Sono forse fra i più antichi esemplari esistenti, non godenti di ottima salute, piantati al posto dell'originario chiosco in legno; adornavano la rotonda, una serie di statue rappresentative delle Arti Liberali; erano anche presenti delle grandi pergole. Completano il piazzale quattro basse fontane. Essa offre inoltre una vista d'insieme del palazzo e del giardino, che tanto stupore doveva provocare nel cinquecentesco visitatore. Gabriele D'Annunzio ricorda in un verso del suo "Notturno", gli alti cipressi.

### Fontane

#### Fontana del Bicchierone

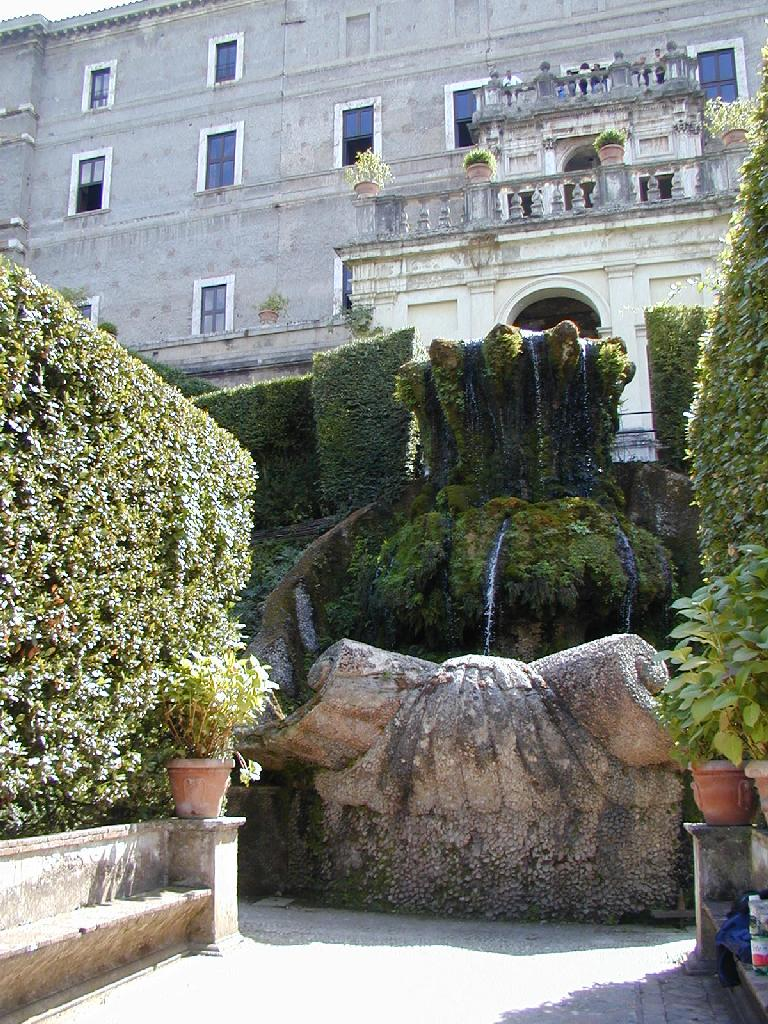
Il Bicchierone

Detta anche "del Giglio", questa fontana è dislocata sotto la loggia di Pandora, sull'asse principale del giardino della villa.
Elegante e pacata, la fontana fu aggiunta quasi un secolo dopo la realizzazione della villa, nel 1661, su commissione del cardinale Rinaldo d'Este a Gian Lorenzo Bernini.
La fontana, di gusto architettonico, raffigura un calice dentellato (il 'Bicchierone' per l'appunto) sovrapposto ad un altro simile, entrambi sorretti da una grande conchiglia.
La fontana fu attivata nel maggio del 1661 per onorare gli illustri ospiti della villa, ma il suo zampillo fu successivamente ridimensionato dallo stesso Bernini perché, essendo troppo alto, impediva la vista dalla loggia di Pandora.

#### Fontana di Europa
Posta sul vialone, diametralmente opposta alla gran loggia, assume, come quest'ultima, la forma di una sorta di arco di trionfo, formato da colonne a due ordini sovrapposti, dorico e corinzio, che delimitano un nicchione entro il quale era posto il gruppo scultoreo, ora in Villa Albani a Roma, di Europa che abbraccia il Toro. L'insieme componeva una splendida fontana, dalla quale fuoriuscivano le acque che ricadevano in una pregevole vasca marmorea, oggi perduta.

#### Fontana del Pegaso

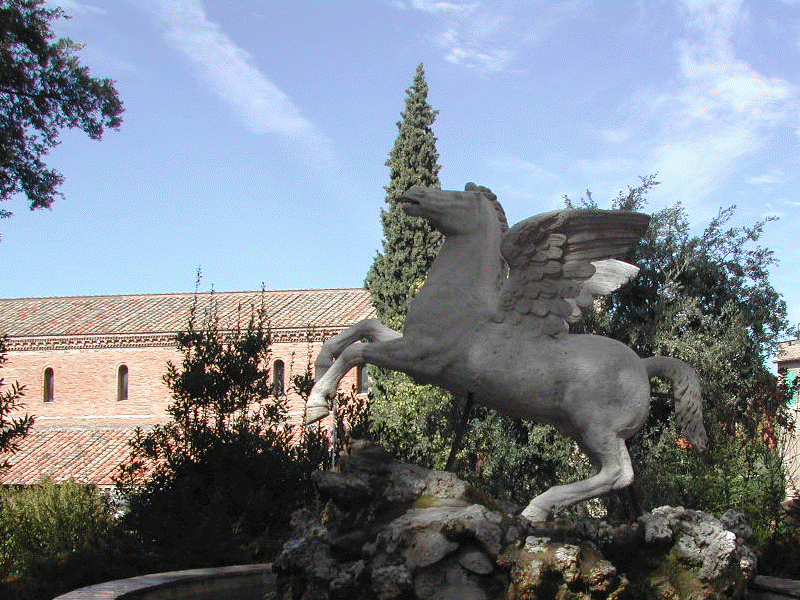
Fontana di Pegaso

Situata fra rocce e vegetazione, alle spalle della Sibilla Albunea della sottostante fontana dell'Ovato, la fontana è formata da una vasca di forma circolare, al centro della quale si trova una grande roccia, sulla quale trionfa la statua del mitico cavallo alato Pegaso, nato dalla decapitazione di Medusa, rampante su due zampe, e dalle ali spiegate, quasi stesse spiccando il volo dopo essersi abbeverato nella fonte. La composizione ricorda la storia di Pegaso, che giunto sul monte Elicona, sbattendo il suo zoccolo sul terreno, fece sgorgare la fonte Ippocrene, sacra alle muse.
Sullo sfondo, la chiesa romanica di San Pietro alla Carità, verso la quale si apre uno dei cancelli della villa d'Este. La chiesa fu costruita nel V secolo sul sito di una villa romana - probabilmente la stessa della quale sono stati riportati alla luce alcuni resti sotto i pavimenti delle sale della villa - per ordine del tiburtino Papa Simplicio.

#### Cento Fontane

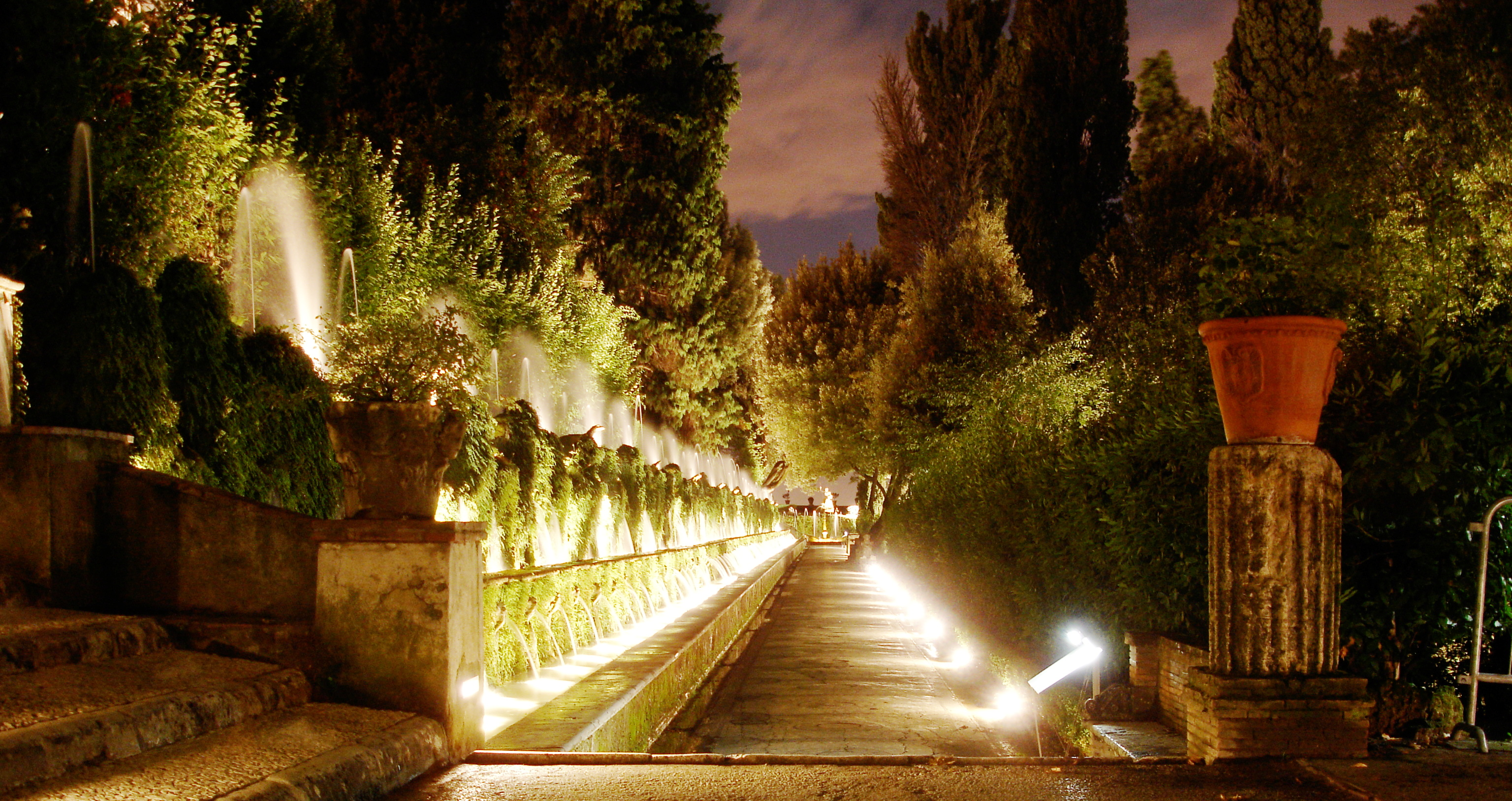
Il viale delle Cento Fontane di notte

Progettate da Pirro Ligorio, fiancheggiano un viale lungo cento metri che congiunge la fontana dell'Ovato, detta anche di Tivoli, con la Rometta, detta anche di Roma. Allegoricamente i tre piccoli corsi d'acqua paralleli che si formano, a diverse altezze, per l'alimentazione degli zampilli, rappresentano il fiume Albuneo, il fiume Aniene e il fiume Ercolaneo, i tre affluenti del Tevere (rappresentato dalla Rometta), generati dai monti Tiburtini (rappresentati dalla fontana dell'Ovato).
I cento zampilli sono organizzati in due file sovrapposte di mascheroni dalle forme antropomorfe, mentre sovrastano il canale più alto, zampilli generati e alternati da sculture di gigli, obelischi, navicelle ed aquile estensi, simboli cari al cardinale: gigli di Francia e aquile (aggiunti nel 1685 da Francesco II di Modena) simboli della famiglia d'Este, la barca di San Pietro quale simbolo del potere papale.
La suggestione di questo viale affiancato da gorgoglianti zampilli ha fatto da sfondo ad alcuni film, come la scena del banchetto nel Ben Hur di Wyler.
Certo è che a costruzione ultimata, le cento fontane dovevano avere un ben più forte impatto: marmi lucidi e sculture integre dalle quali uscivano scrosci prepotenti, dovevano dare una più fastosa e raffinata impressione di bellezza. Ma come in molte altre fontane della villa, lo scorrere delle acque nei secoli ha corroso le sculture e intaccato i preziosi marmi, cancellando anche la scritta che recavano su tutta la prima fila le bocche zampillanti.

#### Fontana dell'Ovato

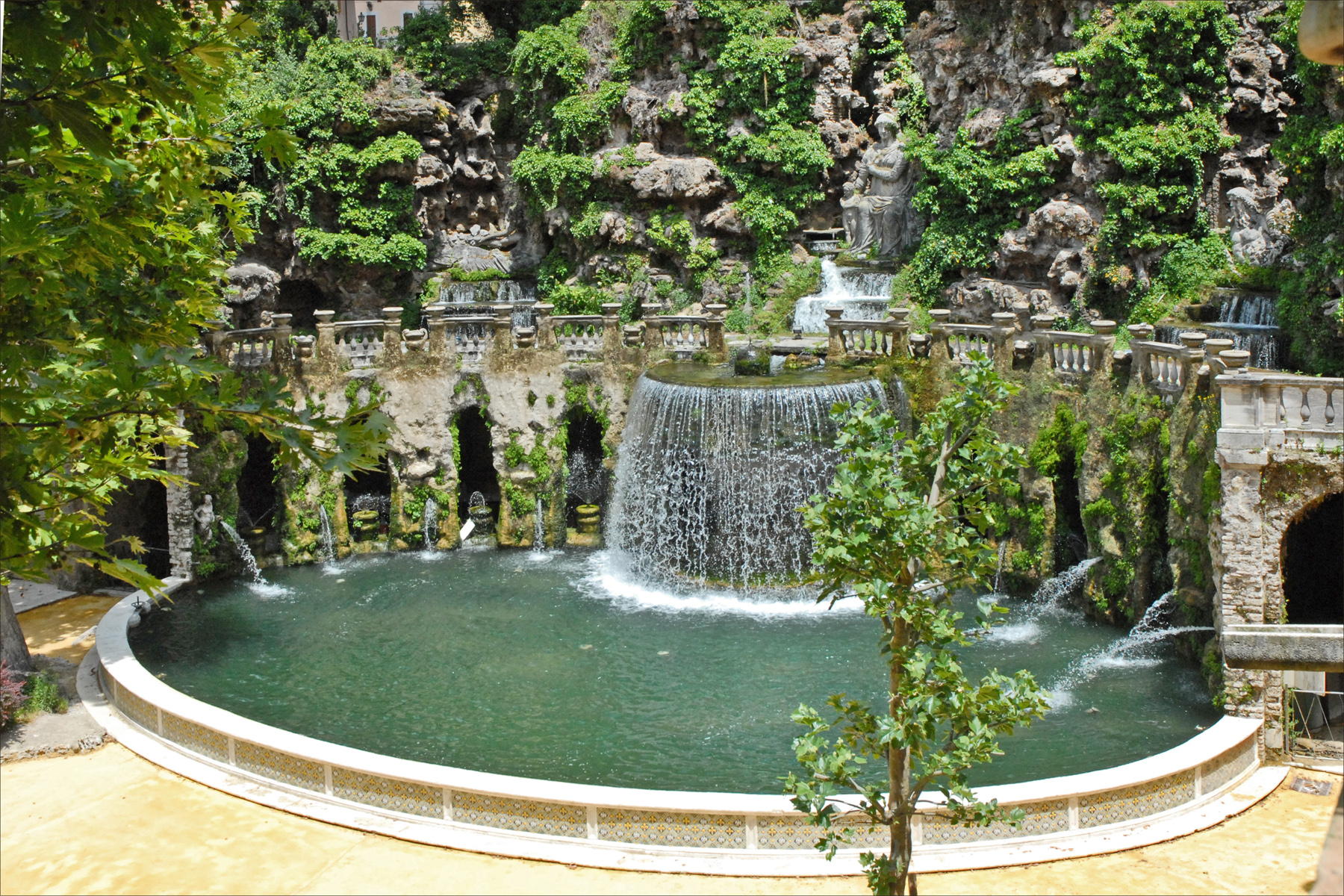
Fontana dell'Ovato

Situata alla sinistra del viale delle Cento fontane, in un luogo apposito leggermente in disparte, ma non certo oscurata alla vista dalle varie parti del giardino, è la fontana dell'Ovato o fontana di Tivoli, anch'essa progettata da Pirro Ligorio e realizzata nel 1567. In questa fontana confluisce l'acqua convogliata dal fiume Aniene attraverso un canale che passa sotto la città. Viene detta dell'Ovato, per la sua particolare forma ad esedra ovale, con al centro la grande vasca nella quale finiscono tutte le acque cadenti e zampillanti della fontana. È detta anche "Regina delle fontane", una denominazione che si vuole le sia stata attribuita dall'arcivescovo di Siena Francesco Bandini Piccolomini, esule a Tivoli, dove fu ospite del cardinale Ippolito.

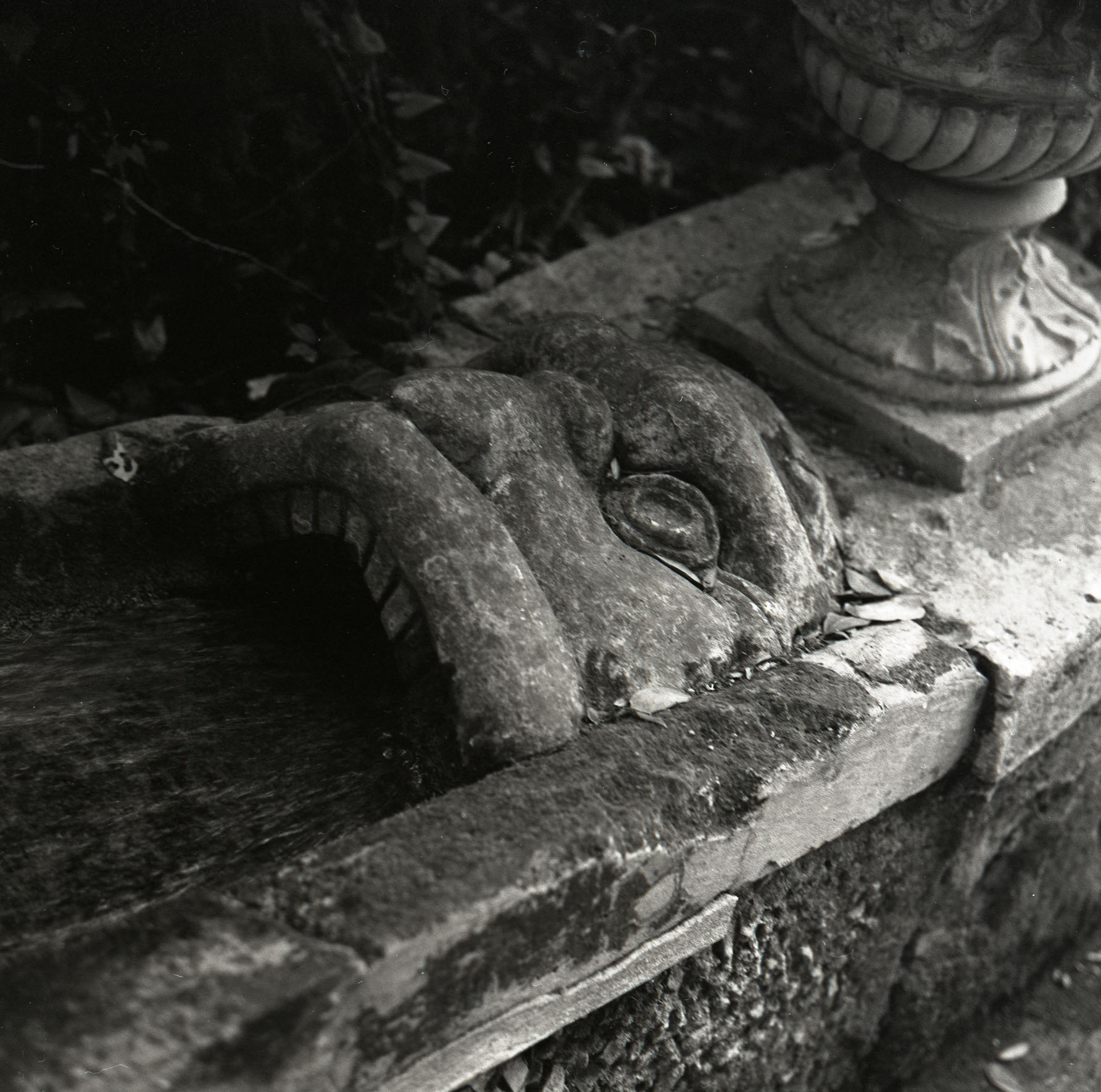
Mascherone a Villa D'Este (1967)

Contraddistinta da una particolare elaborazione, è per tale motivo sicuramente la fontana della villa che più anticipa il barocco, in particolare grazie all'effetto conferitole dalle rocce e dai massi ornamentali posti da Curzio Maccarone a voler creare una scenografia rappresentante i monti Tiburtini, dai quali discendono i tre fiumi, Aniene, Erculaneo e Albuneo, rappresentati da tre statue mitologiche. Al centro vi è la Sibilla Tiburtina o Albunea, avente in mano il piccolo Melicerte, figlio della ninfa Ino, simboleggiante il fiume Albuneo, realizzata da Giglio della Vellita, mentre ai due lati, entro nicchie, due statue di divinità fluviali, di Giovanni Malanca, rappresentano i fiumi Aniene e Erculaneo. Molto suggestivamente, si vede sulla sommità della parte rocciosa la sovrastante fontana di Pegaso, che sembra inserirsi nella fontana e completare la composizione.
Chiude la parte scenografica rupestre una balaustra marmorea, che si apre nella parte centrale, per dar la possibilità alle acque di formare una sorta di cascata a cupola, sotto-percorribile, che si riversa nella grande vasca, a cui fa da sfondo la costruzione sottostante, un ninfeo curvilineo, nei cui pilastri stanno, in apposite nicchie, dieci ninfe che versano acqua da vasi, opera di Giovanni Battista Della Porta su disegno di Pirro Ligorio. Il parapetto della vasca è invece rivestito da vivaci ceramiche con particolari dello stemma Estense, alcune delle quali originali; di fronte stanno, in apposite nicchie, due statue di Bacco in stucco, sovrastanti due fontane rustiche a zampillo, recentemente restaurate, mentre il piazzale è ornato da due grandi tavoli in pietra e da secolari alberi di platano, tre dei quali risalgono ancora all'impianto cinquecentesco. Nel lato Sud orientale del Piazzale, un edificio addossato al terrapieno contiene al suo interno la grotta di Venere realizzata nel 1565 - 1568 su disegno di Pirro Ligorio. L'ambiente centrale, da anni sede del Museo didattico del libro antico ha una tipologia riconducibile all'antico ninfeo di Sant'Antonio a Tivoli.

#### Fontana dei Draghi

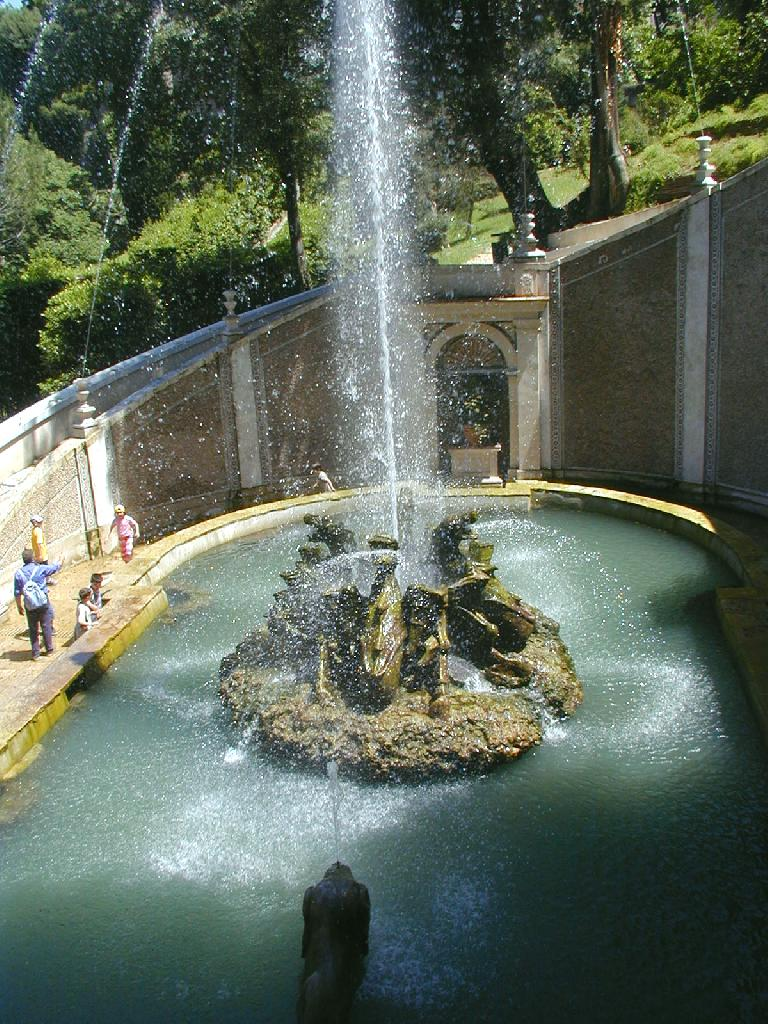
Fontana dei draghi

Scendendo dall'asse principale del giardino, più giù del viale delle Cento fonti, si incontra la scenografica fontana dei Draghi o della Girandola, che per la sua posizione centrale, risulta essere il cuore del parco. Ideata e costruita da Pirro Ligorio, fu realizzata, secondo la leggenda, in una sola notte, nel settembre del 1572, come omaggio al papa Gregorio XIII, che era ospite della villa, il cui stemma della famiglia, i Boncompagni, aveva simboleggiati dei draghi alati. Più probabilmente la visita del pontefice convinse Luigi D'Este ad erigere la fontana. Essa è formata da un gruppo scultoreo centrale, formato da quattro orridi draghi disposti a circolo, che si danno le spalle, e che sputano uno zampillo d'acqua, mentre un potente e alto getto parte dal centro del cerchio. Alle spalle, sotto la balconata del viale superiore delle Cento fonti, si apre una nicchia entro la quale sta una grande statua di Ercole. Una doppia scalinata, abbraccia armoniosamente la fontana, raccordando con armonia i diversi piani, mentre sulle colonnette un canale crea un piccolo ruscello di acque, e i vasi innalzano zampilli che terminano a circolo nella vasca dei draghi. La fontana voleva essere un'allusione all'episodio mitico dell'undicesima fatica di Ercole, che, per impadronirsi dei pomi d'oro del giardino delle Esperidi, uccide il drago dalle cento teste Ladone.
Originariamente la fontana era detta della Girandola, per i complicatissimi meccanismi e artifici idraulici ideati da Tommaso da Siena, che riuscivano a riprodurre in una velocissima sequenza di spari, scoppi come di petardi, tuonate come quelle di cannoni, crepitii, esplosioni e colpi laceranti come di archibugi e di altre armi da fuoco: una girandola di fragori e rumori di ordigni da fuoco, ispirata a quella di Castel Sant'Angelo a Roma.

#### La Rometta

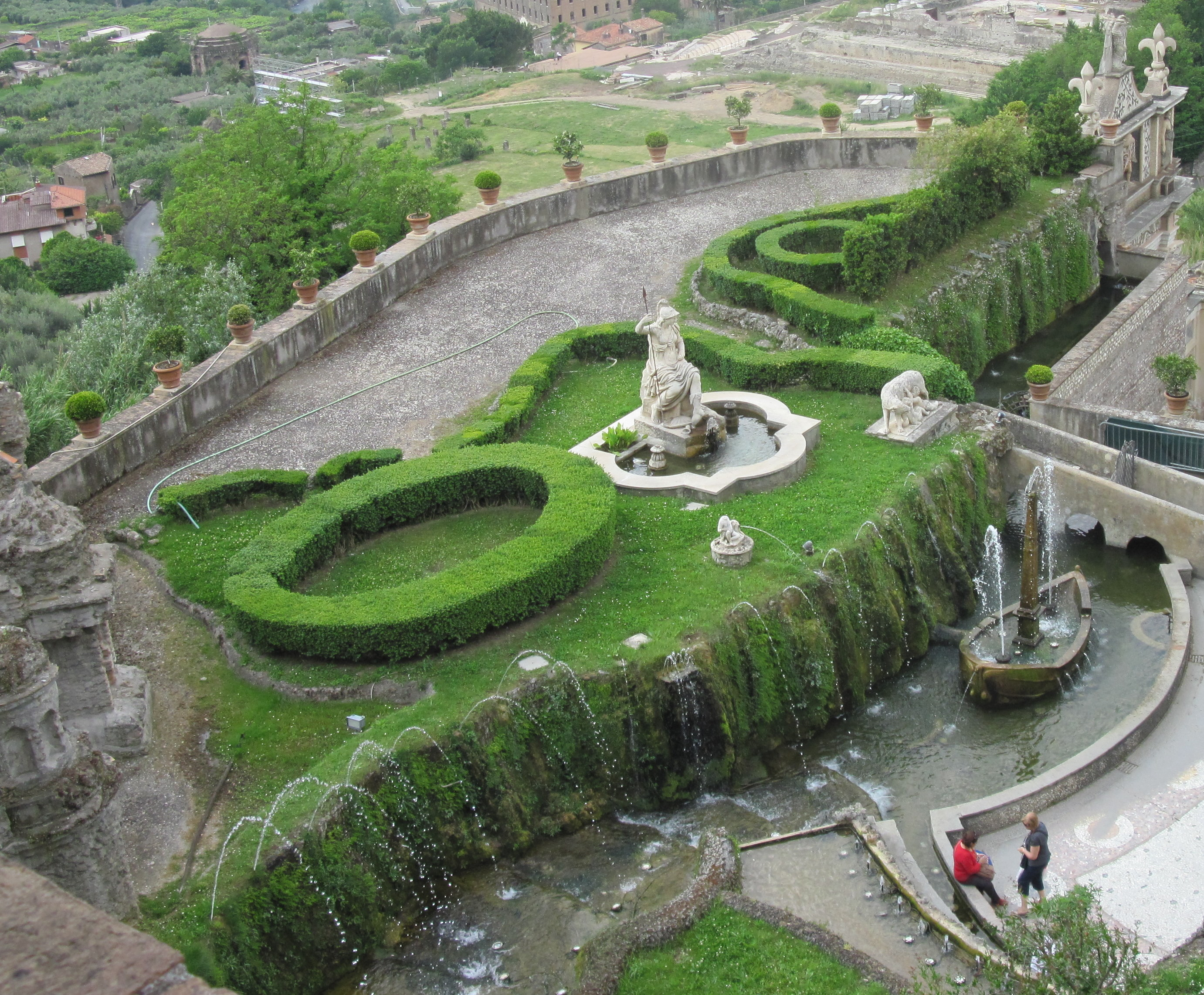
La Rometta

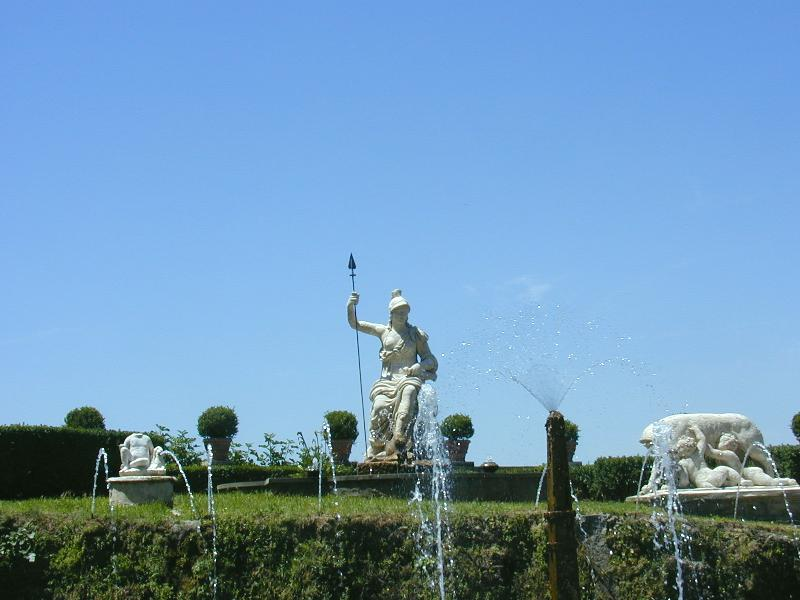
Roma in trono

Discendendo dalla villa, in fondo al viale delle Cento Fontane, si apre il belvedere della Rometta aperto verso la pianura romana. L'insieme di vasche e zampilli trova il suo centro nella grande vasca con al centro la rappresentazione di Roma in trono, scenograficamente incorniciata sulla sinistra, in origine, dalla citazione dei monumenti più rappresentativi che caratterizzavano la città antica. Da ciò il nome. Progettata da Pirro Ligorio e forse anche da Ippolito II personalmente, fu realizzata nel 1570 dal fontaniere Luigi Maccarone.
Posizionata su un grande basamento, regala ai visitatori una splendida vista dalla retrostante terrazza: vi si accede tramite un ponticello che scavalca un canale dalla forma curva, rappresentante il Tevere, che è alimentato da due ruscelli, il cui confluire rappresenta l'immissione del fiume Aniene nel Tevere. Al centro del corso d'acqua sorge un'antica nave romana, rappresentante l'Isola Tiberina, il posto in cui si instaurò il primo nucleo romano, essendo un punto del fiume di facile guado; l'isola era altresì sede di numerosi ospedali, ai quale probabilmente allude il serpente che si svolge sotto il ponticello, simbolo del dio della medicina Esculapio. Al centro della fontana sta la statua di Roma Vittoriosa, armata di elmo, corazza e lancia, mentre al lato il gruppo scultoreo della Lupa che allatta Romolo e Remo.
Adornavano la fontana in origine, molti altri gruppi scultorei simboleggianti i monumenti della Roma antica, (l'Arco di Tito, l'Arco di Settimio Severo, l'Arco di Costantino, la Colonna Traiana, il Pantheon, il Colosseo e così via molti altri), tutti realizzati da Pierre de la Motte su disegno di Pirro Ligorio, dei quali non ci rimane traccia, se non nei disegni del Venturini del 1685: prima della demolizione di una buona parte del complesso nel XIX secolo, doveva apparire ben diversa la fontana nel suo insieme, adorna delle tante statue e ricca di particolari.

#### Fontana di Proserpina

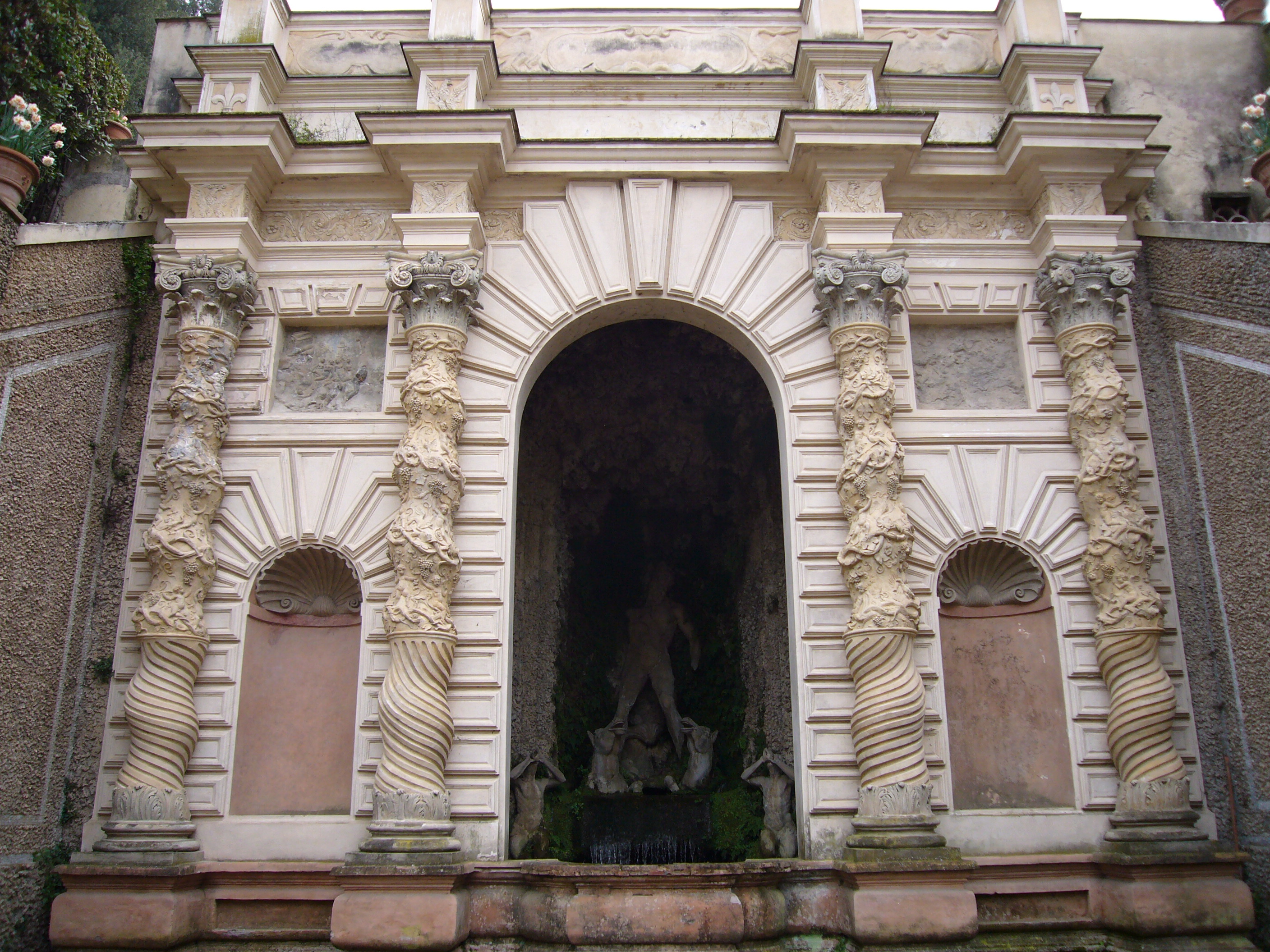
Fontana di Proserpina

Ideata come sala da pranzo all'aperto, è situata accanto alla fontana della Civetta, alla quale si lega dal punto di vista architettonico, ed ha la funzione di equilibrare i due diversi piani del giardino.
La fontana è composta da un ninfeo centrale e due nicchie laterali, interposte da quattro colonne tortili avvolte da tralci di vite in stucco, e da due scalinate che permettono la comunicazione fra i due diversi livelli del parco.
Era stata progettata dall'architetto ferrarese Giovanni Alberto Galvani († 1586) come "fontana degli imperatori", dalle statue di Cesare, Augusto, Traiano e Adriano che dovevano ornarne gli angoli, mentre nella nicchia centrale doveva essere posta la statua di Aretusa ed altre ninfe. Queste non furono però mai eseguite, e nel XVII secolo furono sostituite dal gruppo in stucco di Plutone che rapisce Persefone, su un carro a forma di conchiglia trainata da cavalli, mentre due Sileni suonano arpe marine e due delfini agitano le acque. La figura di Persefone, ben visibile in un'incisione di Venturini del 1685 insieme con le due statue nelle nicchie, è andata perduta come queste ultime.

#### Fontana della Civetta

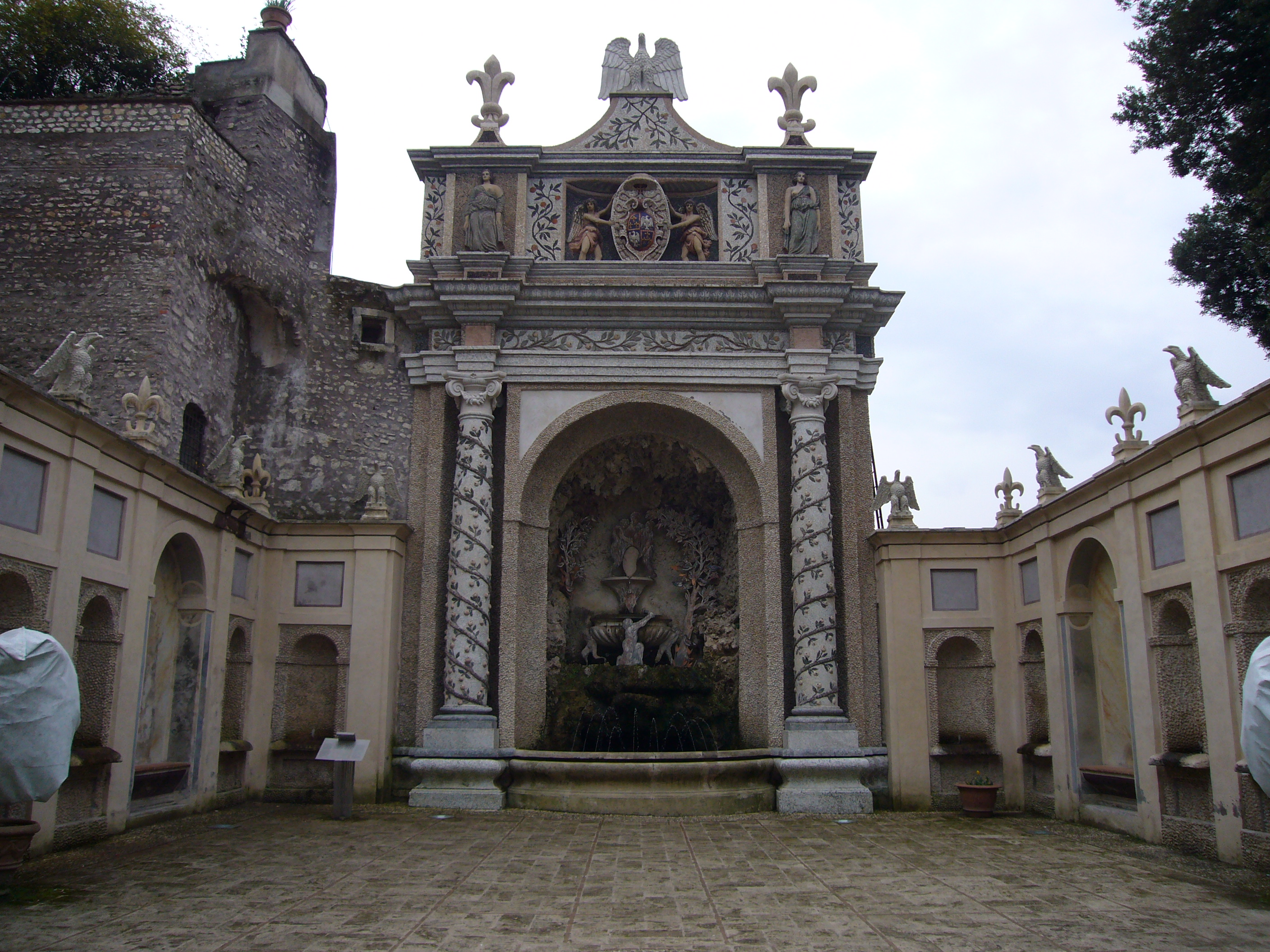
Fontana della Civetta

Posta sulla sinistra della fontana dei Draghi, al termine del viale, fu costruita nel 1596 dal fiorentino Raffaello Sangallo, su progetto di Giovanni Del Duca. È detta della 'Civetta' o degli 'Uccelli' per il complicato meccanismo che, sfruttando la caduta dell'acqua, faceva sì che degli uccelli metallici, comparissero su dei rami di bronzo che si intrecciavano nella nicchia della fontana, emettendo dei suoni simili ad un cinguettio; un altro meccanismo invece faceva apparire una civetta, che col suo canto ingrato, impauriva gli uccelli e smorzava il loro canto.
Quanto questa fontana e i suoi mirevoli meccanismi idraulici riuscissero a stupire gli ospiti della villa, è ampiamente tramandato dai molti scrittori che, rimanendo meravigliati dal sorprendente congegno, ne danno testimonianza. Il meccanismo è andato perso nel tempo, e solo negli ultimi anni, dopo un lungo restauro della fontana, si è ricreato un meccanismo che solo in parte è simile all'originale. Ma anche altre parti della fontana sono andate perse: i mosaici del ninfeo centrale, gli altorilievi, le statue romane, e i Fauni e i Satiri di Ulisse Macciolini da Volterra. Rimane, al centro della nicchia, lo zampillo d'acqua che scende formando delle cascatelle su due livelli, formati da conche una volta sostenute dal gruppo scultoreo. Interpolate alla nicchia, stanno due colonne in mosaico sulle quali si avvolgono a spirale delle viti con pomi, richiamando l'episodio erculeo della fontana dei Draghi; in alto invece, domina la fontana lo scudo di Ippolito II sorretto da due angeli, ai cui lati, sopra le colonne, sono poste due figure femminili; i simboli estensi dei gigli e dell'aquila ornano, invece, la parte più alta della fontana.

#### Fontana dell'Organo

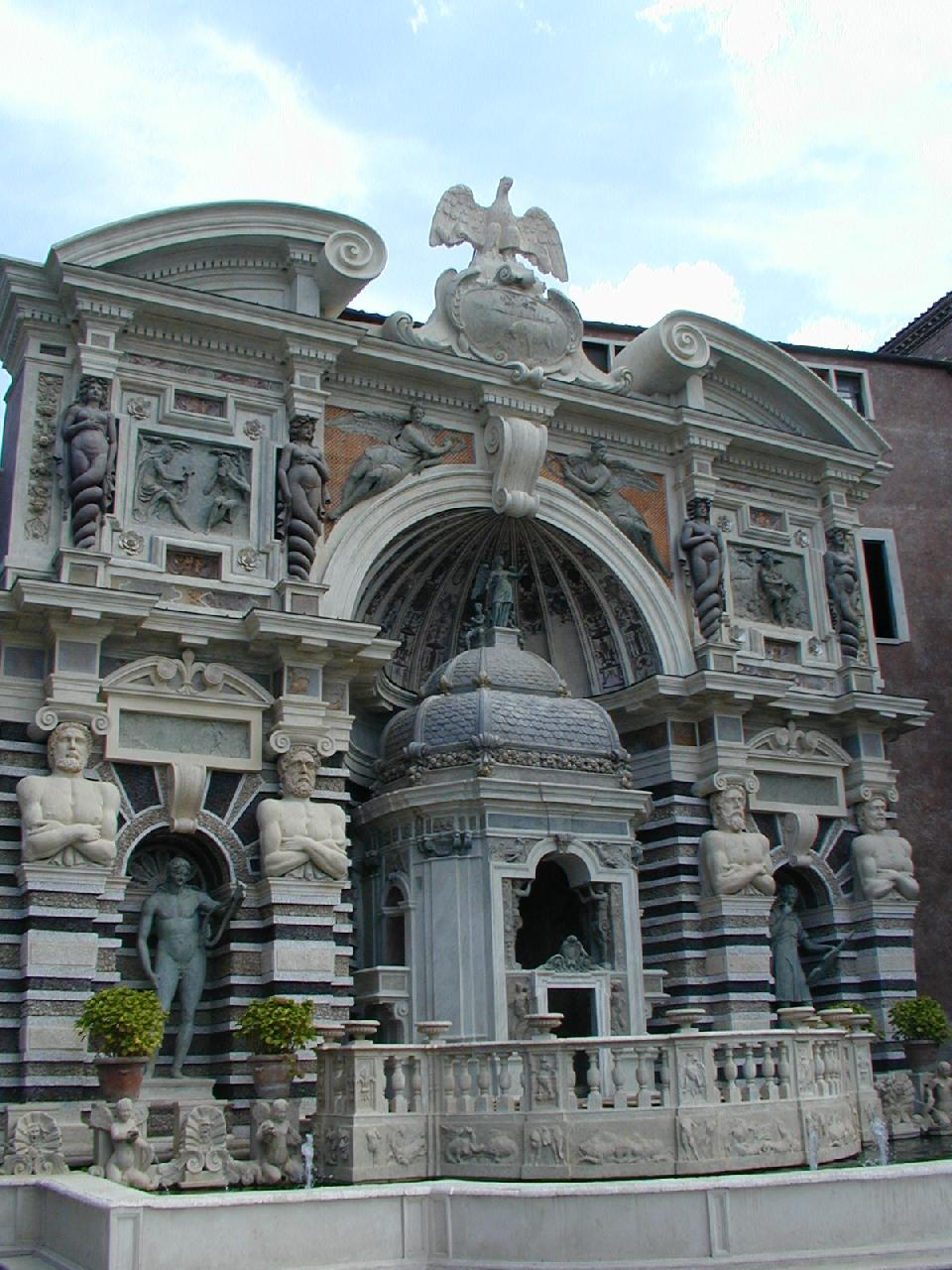
Fontana dell'Organo

La fontana dell'Organo idraulico deve il suo nome al meccanismo ad acqua presente al suo interno, che faceva sì che si udissero dei motivi d'organo. Costruita fra il 1568 e il 1611, è formata da un alto edificio di stile che prelude al barocco, progettato da Pirro Ligorio, la cui facciata è ornata da una serie di decorazioni ispirate a motivi floreali, sirene, simboli araldici, vittorie alate e conchiglie marine: quattro colossali telamoni, opera di Pirrin del Gagliardo, sostengono lo pseudo-arco; al centro un'abside nella quale, secondo il progetto originario, trovava posto la statua della Diana d'Efeso o "Madre Natura", poi sistemata dove si trova attualmente; le due nicchie laterali, più piccole, accolgono le statue di Apollo e Diana. Una vasca ovale, limitata da una balaustra a colonnine, contorna la struttura, dando l'impressione che l'edificio sia sorto dalle acque.
Fu il cardinale Alessandro d'Este a far aggiungere, successivamente, nella nicchia centrale, l'armoniosa edicola, o piccolo tempio, realizzato dal Bernini, per proteggere l'organo idraulico.
Il congegno fu realizzato dai francesi Luc Leclerc e Claude Venard; il suo funzionamento si basava sulla caduta delle acque, tramite una condotta, in una cavità sotterranea a volta, dove provocavano, per compressione, un potente getto di aria che veniva forzato in una tubatura che fungeva così da mantice, e insufflava l'aria nelle canne dell'organo; un altro potente getto di acqua invece, azionava un ruotone o cilindro dentato fissato su un'armatura di ferro, i cui denti andavano ad urtare i tasti dell'organo, determinando delle bellissime melodie.
Siffatto meccanismo era motivo di grande meraviglia per gli ospiti della villa, tanto che si narra come, durante la visita di Gregorio XIII del 1573, il pontefice rimanesse così stupefatto da quei suoni, che volle controllare di persona che nessuno stesse suonando.
Più tentativi sono stati fatti per cercare di ripristinare il meccanismo, e solo l'ultima serie di lavori alla quale è stata sottoposta la fontana, hanno fatto sì che dal 2003 la fontana dell'Organo potesse di nuovo risuonare (attualmente ogni due ore a partire dalle 10.30).

#### Fontana di Nettuno

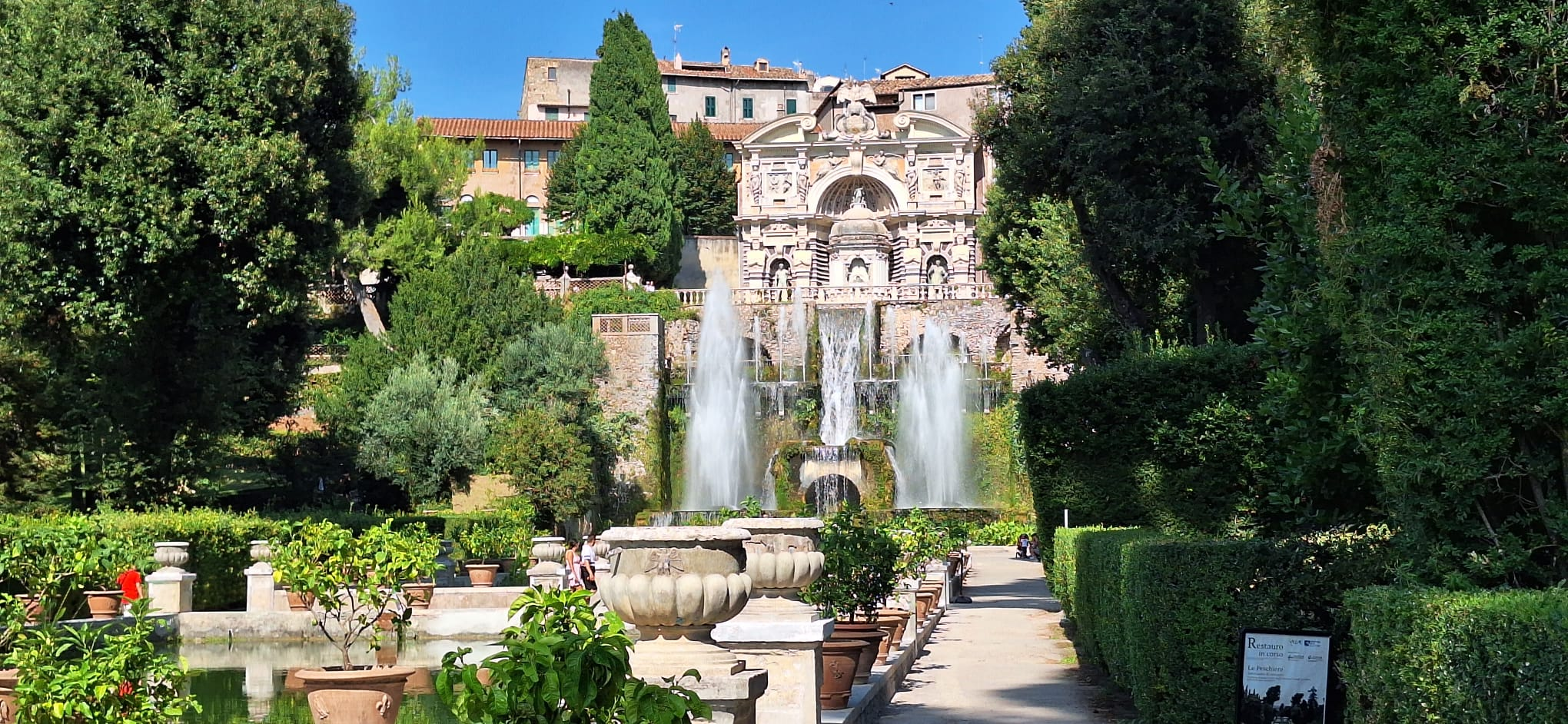
Fontana di Nettuno

La fontana più imponente e scenografica della villa, per la grande quantità di acqua e i potenti zampilli che proiettano in aria alti schizzi, è anche la più recente: fu realizzata nel 1927 ad opera di Attilio Rossi (Castel Madama 1875-1966), con la collaborazione dell'ingegnere Emo Salvati (Tivoli 1881-1963), restaurando la precedente cascata del Bernini fortemente degradata da due secoli circa di abbandono, e riorganizzando i vari livelli. Il profilo della fontana berniniana, che si può ammirare nelle incisioni del Venturini e nei disegni di Fragonard, divenne un modello per numerose fontane settecentesche, comprese quelle della celebre Reggia di Caserta.
Grazie alla grande sensibilità dell'artista novecentesco, che è riuscito ad innestare sull'originale il nuovo complesso architettonico e idrico, si è venuta a creare un'armoniosa composizione che si sviluppa lentamente dalla base, e si intensifica dolcemente, per vivacizzarsi di più nella parte superiore ed esplodere verso il cielo. La parte più alta è formata dalla balaustra del piazzale antistante la fontana dell'Organo, al di sotto del quale si trovano tre ninfei praticabili e intercomunicanti tra loro (grotte delle Sibille), dove si ode il fragoroso rumore delle acque scroscianti: i due laterali sono formati da ventagli di acque, mentre quello centrale è caratterizzato da una violenta cascata a gravità. Dalla base della terrazza dei ninfei, provenienti da un canale più esterno, sorgono dodici zampilli, sei per lato, digradanti in altezza dal centro verso l'esterno, che richiamano l'andamento delle canne di un organo. Scavalca invece la medesima balconata l'imponente massa d'acqua della cascata Berniniana, originariamente costituita in pietra scolpita a grezzo, per ricordare la roccia naturale, che poi va a rompersi in un bacino più basso che ne suddivide l'acqua in tre cascate più basse, una centrale e due laterali.

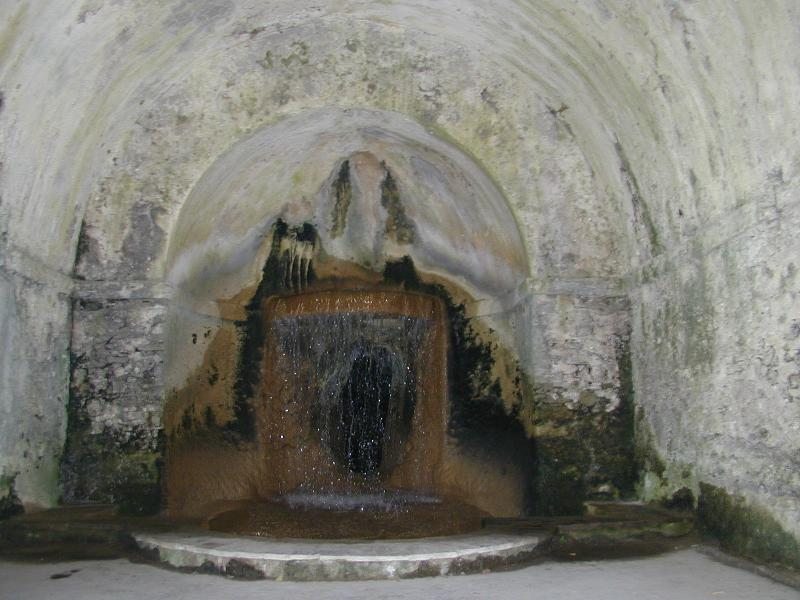
Ninfeo centrale

Al di sotto di questo è presente un ninfeo, che racchiude il busto di Nettuno del XVI secolo, originariamente destinato a una fontana del Mare sul lato opposto delle Peschiere, mai realizzata a causa delle difficoltà economiche in cui si trovava il cardinale Ippolito II. Davanti al ninfeo corre un velo d'acqua, che raccoglie parte dell'acqua della cascata e quella degli zampilli superiori. L'imponente massa idrica va a ricadere in un bacino dal quale, ai due lati, si innalzano verso il cielo potenti getti. Grandi vasche stanno al di sotto, una più bassa dell'altra, in modo da far cadere le acque debordanti dall'una all'altra, formando placide cascate. L'ultima vasca acquieta le acque della fontana, per poi riversarle nelle prospicienti Peschiere, creando una trasformazione graduale e completa delle acque, da prorompenti a calme. La scenografia della fontana si inserisce così tra gli specchi d'acqua delle Peschiere, illustrato in basso, e il complesso architettonico della fontana dell'Organo, illustrato in alto.

#### Le Peschiere

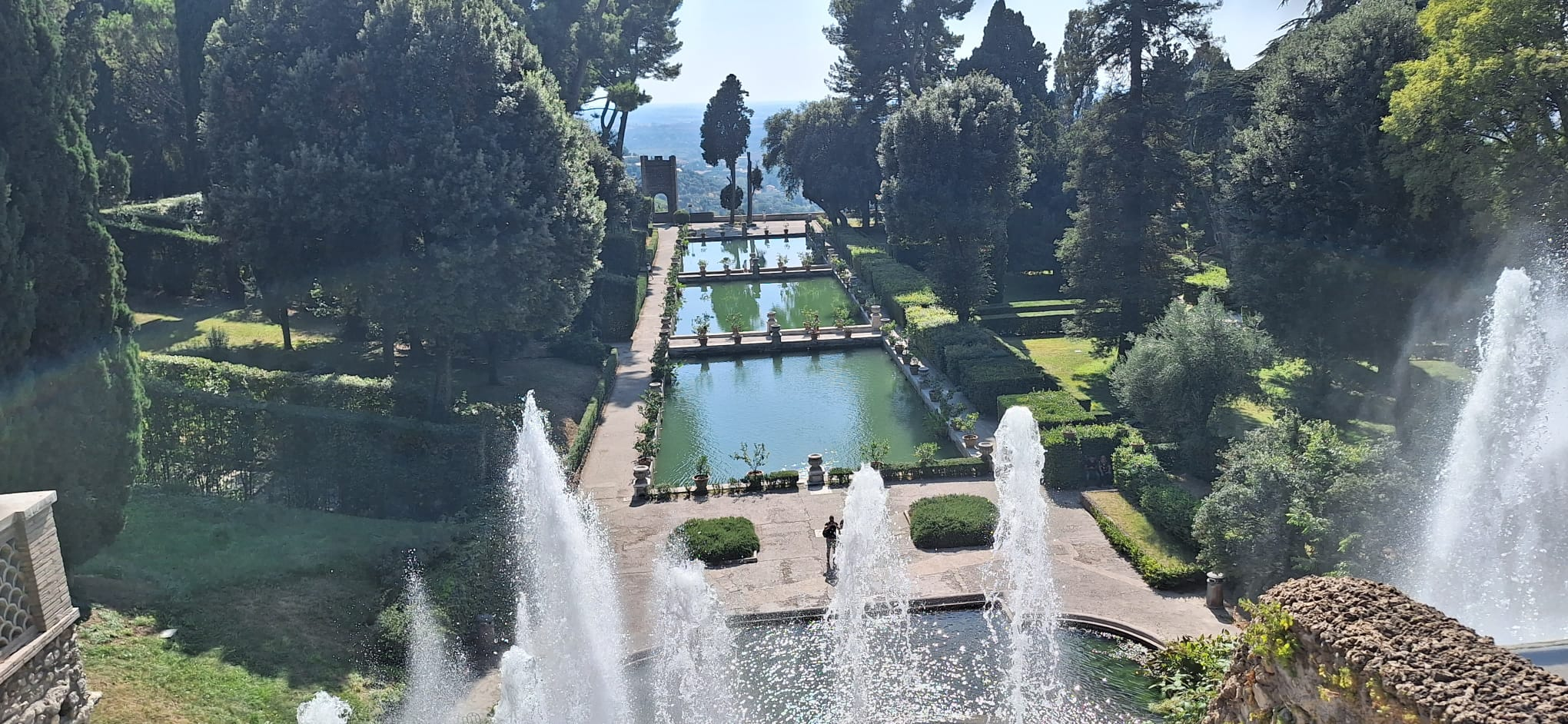
Le Peschiere

Poste in successione innanzi alla fontana di Nettuno, da cui ne ricevono l'acqua, e contornate da una lussureggiante vegetazione, le Peschiere sono tre grandi bacini di forma rettangolare. Sono animate da zampilli che nascono dai vasi disposti lungo i loro bordi (otto per vasca), che, assumendo varie intensità, increspano in maniera differente e decrescente, le tre vasche, continuando quella gradazione di moto delle acque iniziata nella fontana di Nettuno, per scemarla fino all'ultimo bacino, vicino alla terrazza panoramica, dove doveva trovare posto la statua del Dio del Mare, a completamento della composizione della precedente fontana. Oltre che luogo piacevole e rilassante per il passeggio, le Peschiere, al tempo della loro costruzione, servivano ad allevare delle pregiate specie di pesci d'acqua dolce, per dare la possibilità a chi soggiornava presso la villa, di dilettarsi nella pesca e di godere a tavola dei piaceri ittici. A tale scopo, nelle loro vicinanze, erano dei lussuosi chioschi atti a dare conforto a chi voleva riposare durante la passeggiata, e a custodire le attrezzature necessarie alla pesca.

#### Fontana di Arianna
È posta quasi al centro del parapetto della terrazza panoramica del Parco, spalleggiante la splendida campagna romana. Ormai priva delle statue che originariamente la ornavano, della cui sorte non si hanno notizie, prende il suo nome dalla statua di Arianna dormiente che in origine era posta nella nicchia centrale.

#### Fontane delle Mete

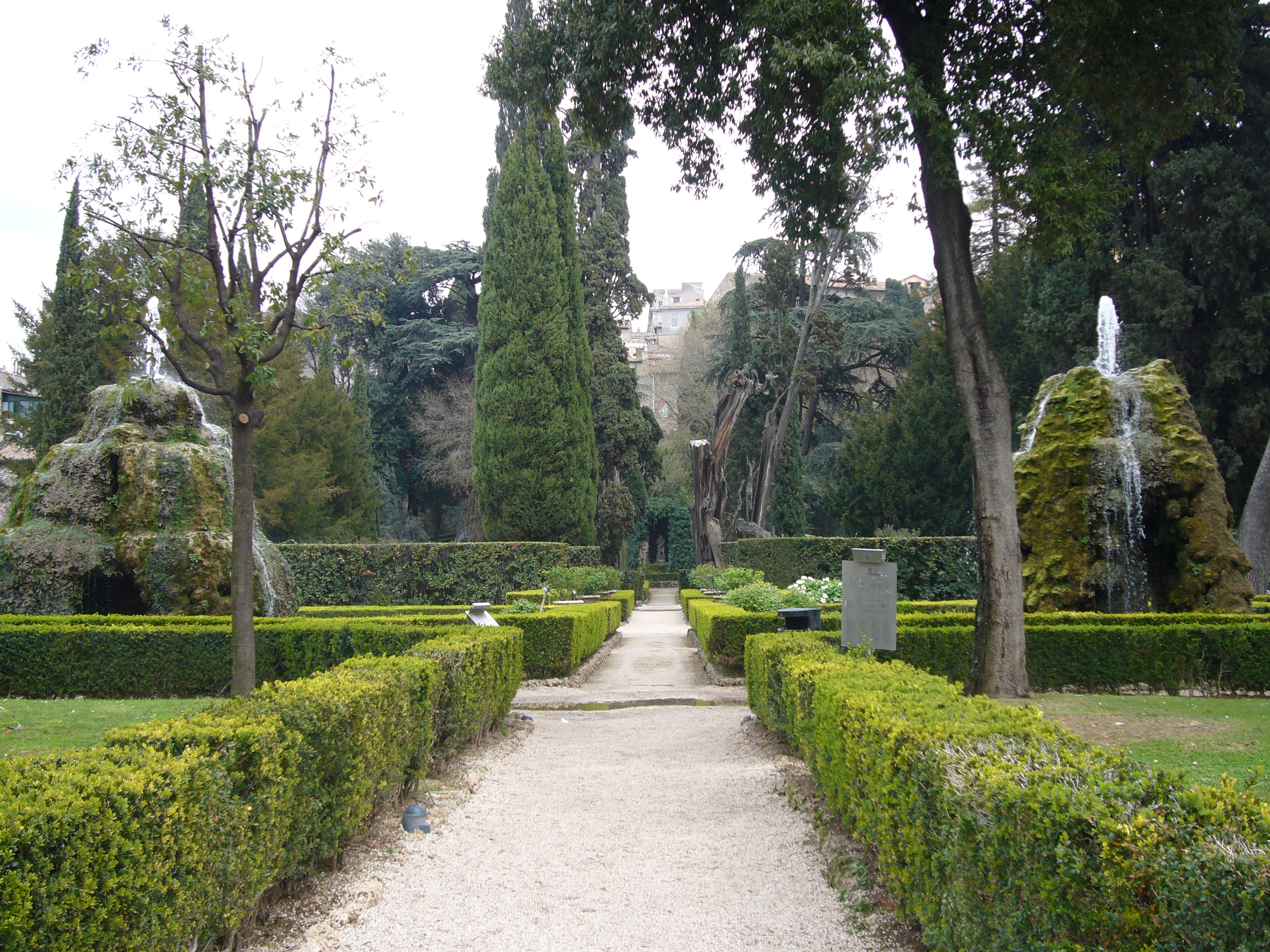
Fontane rustiche (o "delle Mete")

Sono due fontane situate nella parte bassa del giardino, sul viale che costeggia la terrazza panoramica della fontana di Arianna, al centro di due aiuole. Sono composte da tre grossi massi di forma circolare, posti gli uni sugli altri in ordine decrescente, e ricoperti da muschi; sulle loro sommità si trovano due rispettivi zampilli. Queste due fontane sono raffigurazione della fontana della Meta Sudans di Roma, posta tra l'Arco di Costantino e il Colosseo e dove i gladiatori romani si lavavano dopo i combattimenti.

#### Fontana della Natura o dell'Abbondanza

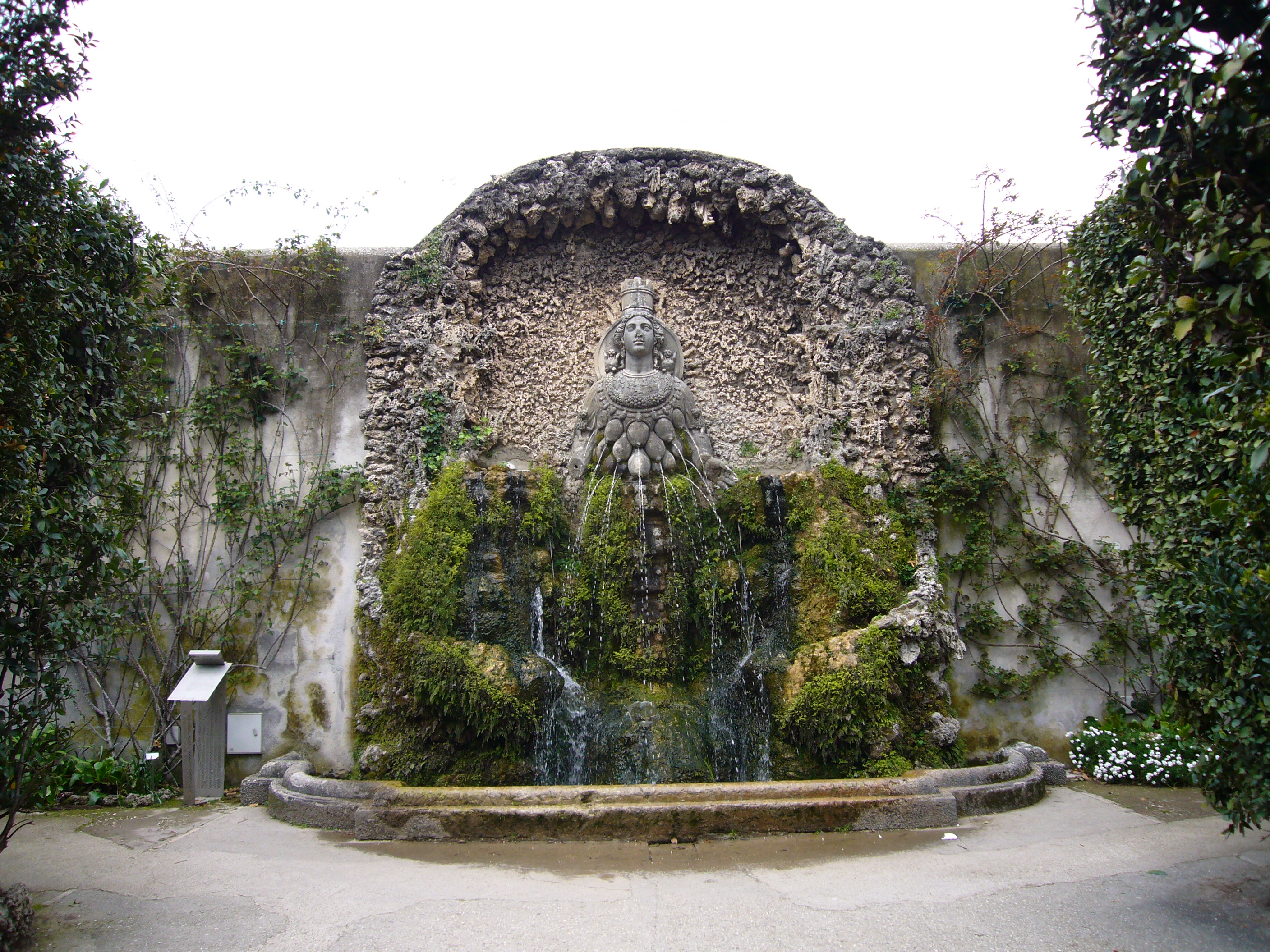
Fontana dell'Abbondanza

Detta anche Fontana della Madre Natura, o Fontana dell'Abbondanza, è posta a ridosso del muro di cinta, sul lato settentrionale del giardino, vicino al vecchio ingresso della Villa su Via del Colle.
Su un fondo decorato a tartaro tiburtino, materiale di concrezione calcarea molto usato nelle decorazioni della parte inferiore della villa, è posta la copia in travertino della Diana di Efeso, dalle molte mammelle (secondo alcuni studiosi si tratterebbe in realtà di scroti di toro, animale legato al culto della dea), che simboleggiano la fecondità della natura e lo scorrere ininterrotto della vita.
La statua fu commissionata allo scultore fiammingo Gillis Van den Vliete (italianizzato in Giglio della Vellita o Egidio della Riviera) da Ippolito II, per ornare la nicchia centrale della Fontana oggi detta dell'Organo.
Alessandro d'Este la fece spostare nel 1611 nell'attuale posizione, più nascosta, per non andare contro i dettami imposti dalla Controriforma, che condannavano opere a soggetto pagano, e al suo posto fece costruire un piccolo tempio per proteggere l'organo idraulico che diede il nuovo nome alla fontana superiore.

#### Fontane della Rotonda dei Cipressi
Disposte a circolo nella Rotonda dei Cipressi, sono quattro fontane basse, dotate di piccoli e calmi zampilli, e triplici bacini in travertino.